# アサルトライフル
アサルトライフル（英: assault rifle）は自動小銃の分類の一つで、中間弾薬を使用し半・全自動の切り替えが可能な自動小銃を指す。日本語では突撃銃とも呼ばれる。

## 概要
従来の小銃弾（フルサイズ弾）より反動の弱い中間弾薬を用いることで全自動射撃を易にしているものが多い。一方で、M14小銃のようにフルサイズ弾を使用する自動小銃は全自動射撃に向いていないため、バトルライフルなどと呼ばれて区別される場合もある。現在の軍隊ではアサルトライフルが最も一般的な銃器となっており、旧世代にあたるものならば発展途上国や武装勢力にもよく普及している。自衛隊が配備している火器の中では89式5.56mm小銃と、20式5.56mm小銃がアサルトライフルに該当する。
連射と単射を切り替え可能な歩兵用の自動小銃としては、かつてフェドロフM1916、リベイロール1918オートマチックカービン、ブローニングM1918自動小銃、ラインメタルFG42などが存在したが、現代的な意味でのアサルトライフルは第二次世界大戦中にナチス・ドイツで開発されたStG44に端を発する。StG44とはSturmgewehr 44（44年式突撃銃の意）の略称であり、アサルトライフルとはSturm（突撃）Gewehr（小銃）なる語を英訳したものである。
1949年、StG44と同様の設計思想で製作されたAK-47がソビエト連邦にて制式化された。1950年代からは東側諸国でも7.62x39mm弾の配備が始まった。アメリカ陸軍およびアメリカ国防情報局が1970年に作成した資料『Small Arms Identification and Operation Guide - Eurasian Communist Countries』（小火器識別および操作ガイド - ユーラシアの共産主義国）では、AK-47を「7.62-mm Kalashnikov assault rifle (AK-47)」として掲載しており、アサルトライフル（Assault rifles）の性質について次のように解説している。
- アサルトライフルは、短機関銃と小銃の間の威力の弾薬を発射する、短く小型で単射と連射の切り替え射撃が可能な銃器である。
Assault rifles are short, compact, selective-fire weapons that fire a cartridge intermediate in power between submachinegun and rifle cartridges.
- アサルトライフルは軽い反動を持つ特徴があり、このため効果的な連発射撃を300mまでの射程で行う能力がある。
Assault rifles have mild recoil characteristics and, because of this, are capable of delivering effective full-automatic fire at ranges up to 300 meters.

1967年には、アメリカ陸軍でもこの概念に合うM16A1を歩兵用主力小銃として制式化していた。1970年代からは西側諸国でも5.56x45mm NATO弾の配備が始まった。
AK-47およびM16の制式名はそれぞれ、Автомат Калашникова образца 1947 года（カラシニコフ自動小銃1947年型）、Rifle, Caliber 5.56mm, M16（16型5.56mm口径小銃）であり、ソビエト連邦、アメリカ合衆国両国ともアサルトライフルの意味の名称は用いなかったものの、ベトナム戦争以降、AK-47とM16は代表的なアサルトライフルとして認識されていった。その後、各国の歩兵用主力小銃として東側では7.62x39mm弾を使用した自動小銃が多数派になり、西側では5.56mm NATO弾を使用した自動小銃が多数派になった。
これらの弾薬を使用した自動小銃が歩兵用の主力火器として採用され、アサルトライフルとして認識されている。ただし、アサルトライフルを定義する具体的な数値は決まっていない。

## 機能

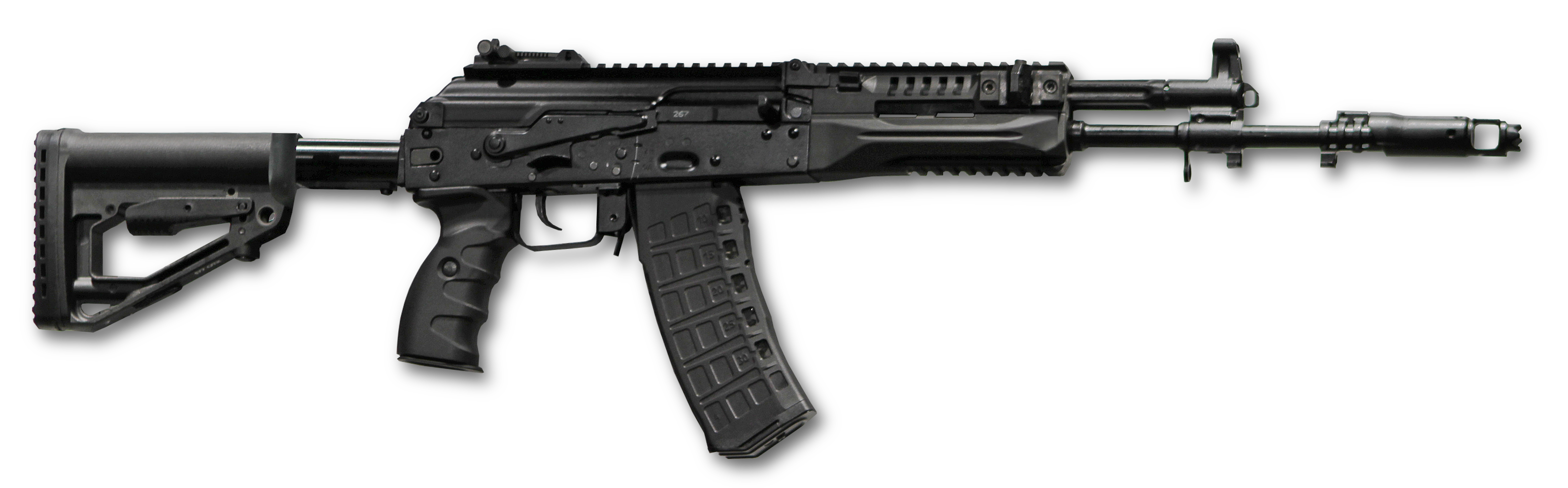
AK-12

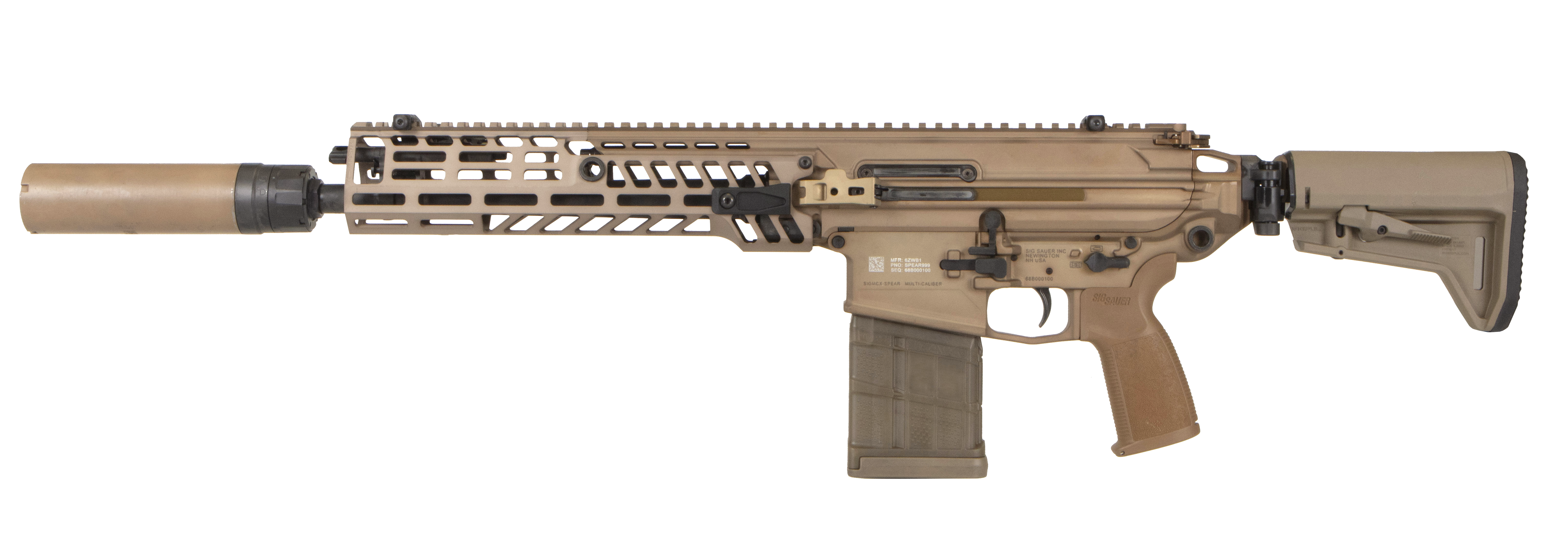
SIG XM5（M7）

銃は第一次世界大戦までは精度や射程を競っていたが、機関銃の登場がそれを変えた。そして、機関銃の軽量化が進むと携行可能な軽機関銃や短機関銃、自動小銃が多く生み出され、歩兵（小銃手）の火器としてはアサルトライフルに収束したのである。
アサルトライフルという概念の目標は、短機関銃が担っていた至近距離での掃射と小銃が担っていた中距離（300-400m）での狙撃能力の両立である。これを実現するため、有効射程500m程度の低反動な弾薬を用いることが多い。
無駄な弾薬消費を避けるための基本となるセミオートとCQBなどの特殊な状況下で強力な防衛手段となるフルオートの切替射撃機能を持ち、ガス圧作動方式等の自動装填機構、着脱式弾倉を有している。また、反動制御を容易とする目的から、軽機関銃と同様の直銃床スタイル（銃身軸線の延長上に銃床が位置する）が一般的であり、その保持を容易とするためのピストルグリップも重要な要素となっている。
携行性を向上させるためストックを折り畳んで全長を短縮するフォールディングストック方式にはK2、Ak 5、SG550、H&K G36、M21、FX-05、FN SCAR、ARX160、Cz805、MSBS、20式小銃、AK-12、XM5などがあり、短い銃身を採用して全長を短縮するアサルトカービンにはAK-47、Rk 62、AK-74、HK33、M4カービン、91式歩槍、HK416、FN SCAR、ARX160、Cz805、MSBS、20式小銃、191式自動歩槍、AK-12、XM5などがあり、FN F2000はブルパップ方式でありながら銃身はカービン相当の短さである。同銃身長で構造は複雑になり重量が増えるが全長を短縮できるブルパップ方式にはステアーAUG、L85、VHS、SAR21、FN F2000、IMI タボールAR21などがある。
銃身や機関部などには鋼鉄が多用される。初期は木材が多用されていたが、ストックやグリップやマガジンなどには木材より環境の変化に強い繊維強化プラスチックが多用されるようになった。鋼板プレス加工や繊維強化プラスチックによる一体成型など生産性に優れた手法で製造され、生産価格が安い点もアサルトライフルの特徴となっている。

## 定義と名称
アサルトライフルと同種の火器を指す名称は複数あるが、国や組織によって厳密な定義は異なる。

### シュトゥルムゲヴェーア
ドイツ語で同種の火器を指す「Sturmgewehr」（StG, StGw, SG,シュトゥルム・ゲヴェーア）という言葉は、第二次世界大戦中に開発された新型小銃MP43を改称する為、アドルフ・ヒトラー自らが考案した名称と言われている。シュトゥルム・ゲヴェーアという言葉が考案されるまで、同等の火器はMaschinenkarabiner（MKb, マシーネンカラビナー、「マシンカービン」）と呼称されていた。例えば1942年に提出されたStG44の試作型にはMKb42なる名称が与えられ、また、1945年に試作された突撃銃はMKb Gerät 06Hと仮称され、後にStG 45(M)すなわちモーゼル型45年式突撃銃と呼称された。
Maschinenkarabinerという言葉の最も初期の用例として、1930年代にスイスで設計された短機関銃がある。開発中にMaschinenkarabinerと仮称されていた試作銃は、後にMKMO、すなわち「軍用マシンカービン、上面排莢型」（Maschinenkarabiner für Militär, Hülsenauswurf oben）なる名称で製品化された。MKMOは長銃身を特徴とし、拳銃弾としては強力な9x25mmモーゼル弾（モーゼル・エクスポート弾）を採用していた。
ドイツ語電子辞典では、突撃銃（Sturmgewehr）という語を、Schnellfeuergewehrすなわちフルオート射撃小銃の同義語と位置づけ、Schnellfeuergewehrについては「フルオート射撃を行うための構造を備えた自動装填式小銃（Selbstladegewehr mit einer Vorrichtung für Schnellfeuer）と説明している。
ドイツ民主共和国（東ドイツ）では同種の火器をMaschinenpistole（MPi）、すなわち短機関銃と呼称した。国家人民軍設立当初には、StG44がMPi-44の名称で採用され、後に採用されたAK-47はMPi-Kすなわちカラシニコフ式短機関銃と呼称された。1980年代後期になってから、Sturmgewehrの語を用いるStG940シリーズが開発された。
ドイツ連邦共和国（西ドイツ）で編成されたドイツ連邦軍では、G3やG36に見られるように、制式小銃の名称にはSturmgewehr（StG)ではなくGewehr（G）すなわち小銃という表現のみ用いた。銃器を分類する語としては使われており、例えばドイツ連邦陸軍はホームページ上でG36をSturmgewehrと呼び、G3もSturmgewehrとして言及されることがある。
ドイツの大手銃器メーカーヘッケラー&コッホ社も製品の分類にSturmgewehrを用いている。G36、HK416、HK417がここに分類されている。
オーストリア軍では、かつて国産化したFALをSturmgewehr 58として採用していたほか、ステアーAUGをSturmgewehr 77の制式名称で採用している。スイス軍では、かつてSIG SG510をSturmgewehr 57として採用していたほか、SIG SG550をSturmgewehr 90として採用している。

### アサルトライフル
英語の「Assault Rifle」（アサルトライフル）は、ナチス・ドイツで造語されたシュトゥルム・ゲヴェーア（Sturmgewehr）という用語を英訳したものとされている。1980年代には民生市場でアサルトライフルを原型とするスポーツ用小銃が流通し始め、この語は一般にも広く認知されていった。
1945年にアメリカ陸軍で作成されたMP43の改称に関する報告書では、ドイツ側が造語したSturmgewehrの訳語として「Assault Rifle」が使われ、機能については従来通りの「machine carbine」であるとしている。
1973年の『Small Arms Identification and Operation Guide - Eurasian Communist Countries』の記述に従えば、アメリカ陸軍におけるアサルトライフルの定義は「短機関銃と小銃の間の威力の弾薬を用い、短く小型で、セレクティブ・ファイア機能を備え、低反動で、フルオート射撃時の有効射程は300m程度の銃である」と解釈することができる。また、全米ライフル協会（NRA）の立法行動研究所（NRA-ILA）では、アメリカ陸軍によるものとして「中間威力の弾薬を用い、セレクティブ・ファイア機能を備えるライフル」（a selective-fire rifle chambered for a cartridge of intermediate power.）という定義を紹介している。
ブリタニカ・オンラインでは、アサルトライフルという語を次のように説明している。
アサルトライフルとは、小型化あるいは弱装化された銃弾を使用し、セミ/フルオートの切り替え機能を有する軍用銃である。これらは軽量かつ持ち運びやすく、現代的な戦闘距離すなわち300 - 500m程度の範囲で十分な精度と高い火力を発揮する。そのため、近代的な軍隊における標準歩兵用火器として第二次世界大戦期の高威力なボルトアクション式小銃および自動小銃を置換した。

Assault rifle, military firearm that is chambered for ammunition of reduced size or propellant charge and that has the capacity to switch between semiautomatic and fully automatic fire. Because they are light and portable yet still able to deliver a high volume of fire with reasonable accuracy at modern combat ranges of 300–500 m (1,000–1,600 feet), assault rifles have replaced the high-powered bolt-action and semiautomatic rifles of the World War II era as the standard infantry weapon of modern armies. 
アメリカ合衆国では、銃規制の議論に関連して定義の曖昧な「アサルトライフル」という言葉がしばしば問題となり、また規制対象として法的に定義された用語「アサルトウェポン」（Assault weapon）と混同されることも多い。
西側諸国（主にアメリカ合衆国）においては、M14小銃のような大口径自動小銃を特にアサルトライフルと区別する場合、バトルライフルという表現が用いられることもある。

### アフタマート
ロシア語で同種の火器を指す「Автомат」（アフタマート）について、現在は1991年に発効したGOST規格28653-90号「小火器・用語と定義」（ГОСТ 28653-90 «Оружие стрелковое. Термины и определения»）の中で定義されている。アフタマートは「自動式カービン」（автоматический карабин）であるとされており、ここで言うカービン（Карабин, カラビン）については「短銃身を備える軽量小銃」（облегчённая винтовка с укороченным стволом）とされる。また、小銃（Винтовка, ビントフカ）は「ライフリングがあり、銃床を肩に当て両手で保持・射撃する構造の小火器」（нарезное стрелковое оружие, конструктивно предназначенное для удержания и управления при стрельбе двумя руками с упором приклада в плечо）とされている。
ロシアで設計された銃器のうち、アフタマートの概念に一致する最初のものは、ウラジーミル・フョードロフ将軍が手掛けたアフタマート・フョードロファ（ロシア語: Автомат Фёдорова, 「フョードロフ突撃銃」）である。1913年に6.5mm口径自動小銃の設計を完了させたフョードロフは、1915年から自らの前線での経験を踏まえた新型自動火器の設計に着手した。新たなアイデアに沿って改良を加えられた6.5mm口径自動小銃は、銃床がカービン銃程度まで短縮され、25連発の着脱式弾倉、フルオート射撃機能などが追加されていた。フョードロフ自身はこの新型火器を「軽機関銃」（ロシア語: ружьё-пулемёт）と称し、「アフタマート」なる用語は士官射撃学校校長N・M・フィラトフ大佐（Н. М. Филатов）によって考案されたと言われている。専用弾の製造に問題があったため、フョードロフ銃は日本製で同口径の6.5mmx50SR有坂弾（三十年式実包）仕様に再設計された。この弾薬を520mmと比較的銃身が短いフョードロフ銃から射撃した際のマズルエネルギーは、7.62mm仕様のカラシニコフ銃とほぼ同等であった。

### 突撃銃
日本語で同種の火器を指す突撃銃という言葉は、『防衛省規格 火器用語（小火器）』の中で定義されている。突撃銃は英語のAssault Rifleに対応する語であり、「小銃の一種で，突撃射撃に適している銃。全自動と半自動の機能及び多数弾を給弾できる弾倉を有する。」とされている。また、ここで言う「突撃射撃」については「突撃に際して，通常，腰だめ又は立姿で行う射撃」と定義されている。
ただし、89式5.56mm小銃や64式7.62mm小銃に見られるように、自衛隊などが採用したAssault Rifleに相当する火器は小銃と呼称されている。また、同種の火器についてアサルトライフルというカナ表記や自動小銃という表現が用いられることも多い。

## 歴史

### 黎明期

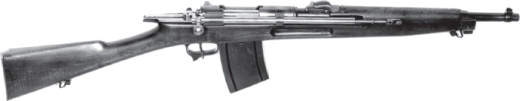
チェイ・リゴッティ小銃

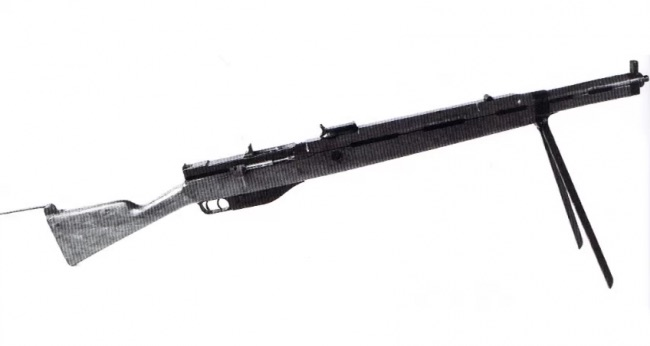
ロシニョールENT小銃

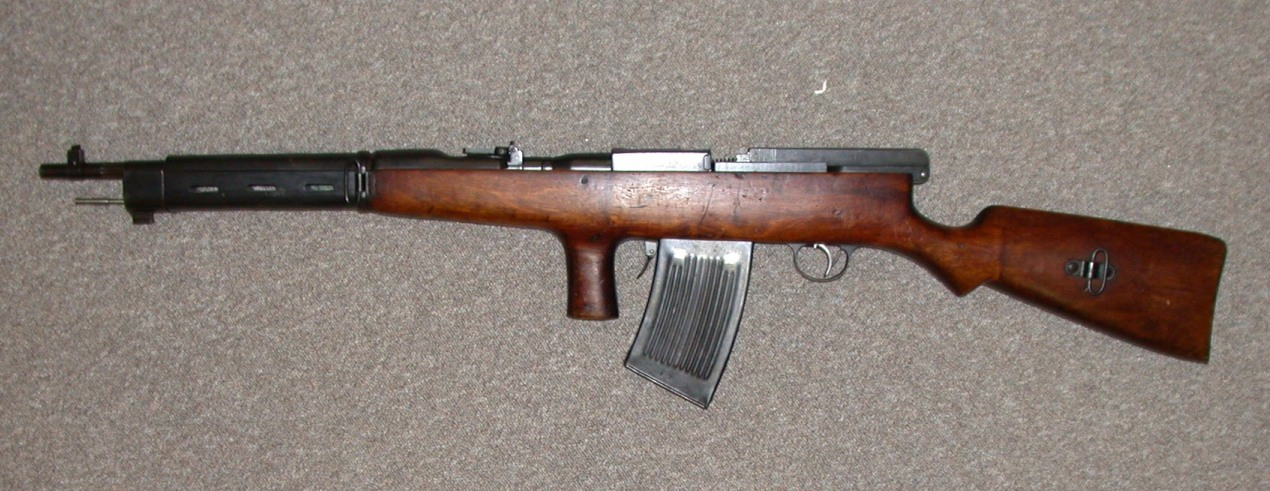
フェドロフ自動小銃

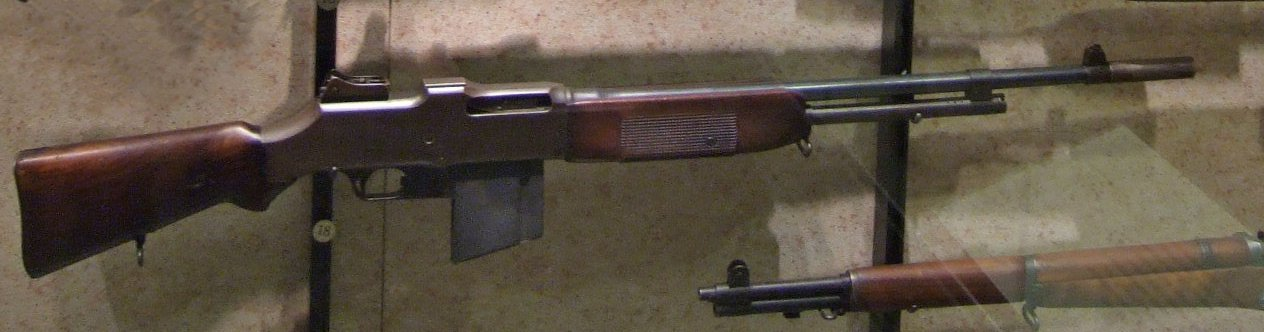
ブローニングM1918自動小銃

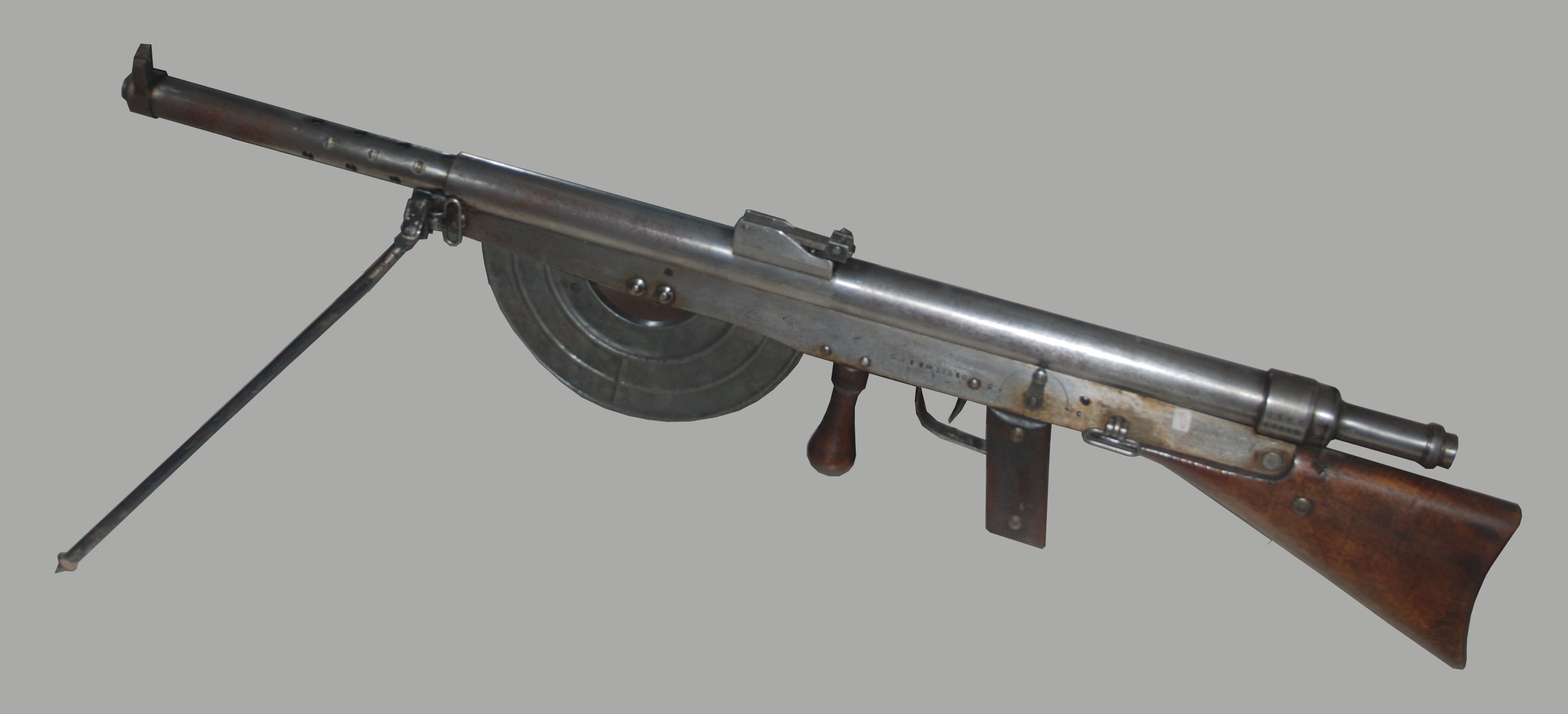
Mle1915自動小銃

各種の自動火器が発達しはじめた20世紀初頭、アサルトライフルという概念は未だ存在しなかったが、その先鞭となる銃器が出現していた。
アサルトライフルの概念に近い最初の自動小銃は、1890年に発明されたイタリア製のチェイ＝リゴッティ小銃（Cei-Rigotti）だと言われている。これは20世紀の初めに開発されたガス圧作動方式のセミ/フル両用のカービンサイズの自動小銃だったが、試作レベルに止まって軍隊には供給されなかった。チェイ＝リゴッティはイタリア軍の標準的な小銃弾だった6.5mmx52カルカノ弾のほか、より強力なアルゼンチンの7.65mm弾を用いるモデルもあった。弾倉は固定式で、装填にはストリッパー・クリップが必要だった。
同時期、フランスではルベルM1886を更新する為の自動小銃の開発が進められており、その中でロシニョール ENT B1として知られる自動小銃が試作された。この銃は6x60mm弾という小口径弾を使用し、セレクティブ・ファイア機能や着脱式弾倉を備えていたものの、重量が20ポンド以上（ルベル小銃は9.7ポンド）もあった為、結局採用には至らなかった。ENT B1は機関銃の役割を兼ねることも期待されていた。
1916年、ロシア帝国の銃器設計者ウラジーミル・フョードロフが手掛けた、ショートリコイル方式のフェドロフ自動銃（M1916）が実用化され、第一次世界大戦と続くロシア内戦で実戦使用された。M1916は12,000丁あまりが生産されたが、使用する6.5mmx50SR有坂弾（三八式実包）が供給上の問題がある非標準弾であったことや、標準弾仕様の半自動小銃の調達が優先されたことなどから、1928年には一線を離れた。冬戦争（1939年 - 1940年）の際には、自動火器の不足を補うべく、保管されていたM1916の一部が前線の部隊へと支給された。
1920年代の赤軍において、M1916は従来の軽機関銃と同様に運用されたものの、持続射撃能力や射撃精度の点で大幅に劣った。この一見して不適当な運用は、当時の赤軍における軽機関銃の需要に対し、国内で調達可能な軽量自動火器がM1916以外に存在しなかったことに起因する。軽機関銃と歩兵用自動小銃の中間にあるM1916は、当時存在したいずれの歩兵火器のカテゴリにも含め難く、フョードロフ自身も後に「極めて紛らわしい種類の火器」（довольно путаным типом оружия）と表現している。フョードロフは同時期の他国の銃器設計者と同様、次世代の歩兵銃は従来通りの強力な小銃弾を用いる半自動小銃でなければならないと信じており、銃口エネルギーの劣るM1916は歩兵銃を代替しえないと考えていた。一方、1938年の著書において、「自動小銃（Автоматическая винтовка）──むしろ自動銃（автомат）と称する方が適切だが──は、短機関銃に接近しつつある。……これら2種類の火器は、拳銃弾の能力が大幅に向上した場合、1種の小口径火器（歩兵用自動カービン）に統合される。……20連発弾倉を備えた小口径の自動カービンだ……軽量、小型、取り回しのしやすさで最も優れている。」と述べており、後のアサルトライフルの概念を予見してもいた。
第一次世界大戦中、フランスはアメリカ製ウィンチェスター M1907半自動小銃を2,500丁程度購入し、その大部分にセレクティブ・ファイア機能や大容量の着脱式弾倉を追加する改造を施した。この改造小銃は1917年から1918年まで使用された。M1907が使用する.351 WSL弾は、後の7.62x39mm弾と同程度のエネルギーを有する比較的弱装の小銃弾であった。
ウィンチェスター M1917マシン・ライフル（Winchester Model 1917 Machine Rifle）は、観測気球を攻撃する為にアメリカで考案された自動小銃である。.351 WSL弾を小口径化した.345ウィンチェスター弾を使用し、機関部上に2本の着脱式弾倉が突き出した特徴的な外見をしていた。いくつかが地上装備に転用され、着剣装置も設けられたとされている。直銃床など後のアサルトライフルに見られる特徴を備えていた。
1918年、フランスでリベイロール1918オートマチックカービンが設計された。.351 WSL弾を原型とする8mm弾を使用する自動小銃で、着剣装置と二脚が設けられていた。重量が5.1kgと非常に重く、また400m以上の射撃において精度が低いことが問題視され、採用には至らなかった。
この時代に試作された自動小銃には、当時の水準では弱装とされる弾薬を使用することで反動の軽減を試みるものが見られた。これら弱装弾薬のエネルギーは、後に中間弾薬と総称される事になる弾薬と同水準であった。
一方、従来の小銃弾を用いるセレクティブ・ファイア機能付き自動小銃・軽機関銃も多数実用化されている。例えば1915年にフランスで採用されたMle1915自動小銃、1917年にアメリカで採用されたブローニングM1918自動小銃（BAR）などである。また、ルイス銃の開発者であるアイザック・ニュートン・ルイスは、アサルト・フェーズ・ライフル（Assault phase rifles）と呼ばれる一連の試作自動小銃をM1918自動小銃の対案として設計した。こうした自動小銃はMle1915が初めて実現した「突撃射撃（Marching fire）が可能な自動火器」というコンセプトに沿った設計だったものの、小銃弾を使用することによる反動の大きさや銃および銃弾の重量、製造および兵站上のコストが問題となり、歩兵用小銃としての普及は進まなかった。
そのほか、第一次世界大戦末期には拳銃弾を用いる軽量な個人用自動火器としていくつかの短機関銃が開発されている。

### 停滞期
第一次世界大戦後も、各国で新型自動小銃の研究は続けられた。ただし、新たなコンセプトへの不信や新型銃弾を使用する自動小銃を採用した場合に想定されるデメリット、すなわち銃弾消費増加、新銃弾採用による兵站コスト増加、人員以外の標的（馬、軽車両、航空機など）に対する攻撃能力の喪失といった問題から、1940年代初頭までは弱装弾薬を使う自動小銃の研究が活発化しなかった。
1920年、スイスでMP1920として知られる銃器が設計された。ベルン造兵廠の責任者だったアドルフ・フラー技師が手がけたもので、彼がかつて設計した短機関銃とよく似た構造をしており、機関部側面に30発着脱式弾倉を備えていた。MP1920は7.5x55mm スイス弾を原型とする7.65x35mm短小弾（ラウンドノーズ、弾頭重量123gr、初速2,000 ft/s）を使用していたが、改良型のMP1921では同じ短小弾をネックダウンした7mm尖鋭弾が用いられた。フラーが手がけたいくつかの銃器は、後にドイツの自動小銃開発に影響を及ぼしたとも言われている。
1921年、イタリアでM1921として知られる半自動小銃が試作された。これは長距離射撃よりも比較的近距離での戦闘を重視した銃で、新型の短小弾を用い、大容量の着脱式弾倉も備えていた。
1930年代、ヴァイマル共和政時代のドイツでも弱装弾薬および新型自動小銃の研究が行われた。ナチ党の権力掌握を経てナチス・ドイツの時代が幕を開けた頃、ハインリヒ・フォルマー技師によってフォルマーM35あるいはMKb 35と呼ばれる自動小銃が試作された。この銃は7.75x40.5mmという弱装弾薬を用い、陸軍および空軍への配備を想定して開発が進められていたものの、第二次世界大戦直前の1939年にはプロジェクトが中止された。
アメリカ合衆国では、大戦前から陸軍が軍用自動小銃の採用を検討しており、戦後になって開発が本格化した。1920年代、.25レミントン弾と民生用自動小銃を用いた試験において、反動や過熱が起こりにくいという利点が認められたことから、アメリカ陸軍は.30-06弾よりも低威力/小口径の新型銃弾の開発を模索し始めた。これを受けて新型の弱装小銃弾.276弾およびピダーセン自動小銃を提案したのが、ジョン・ピダーセン技師である。1927年12月には.30-06弾から.276弾への移行が正式に決定し、次期主力小銃も.276弾仕様で開発されることとなった。しかし、1932年に陸軍総参謀長ダグラス・マッカーサー将軍が、既に大量の.30-06弾が備蓄されており、現時点の新型銃弾への移行は多大な混乱を引き起こす恐れがあると指摘し、また財政上の問題もあったことから、.276弾の採用は撤回された。次期主力小銃としては.30-06弾仕様のM1ガーランドが選ばれた。

### 成長期

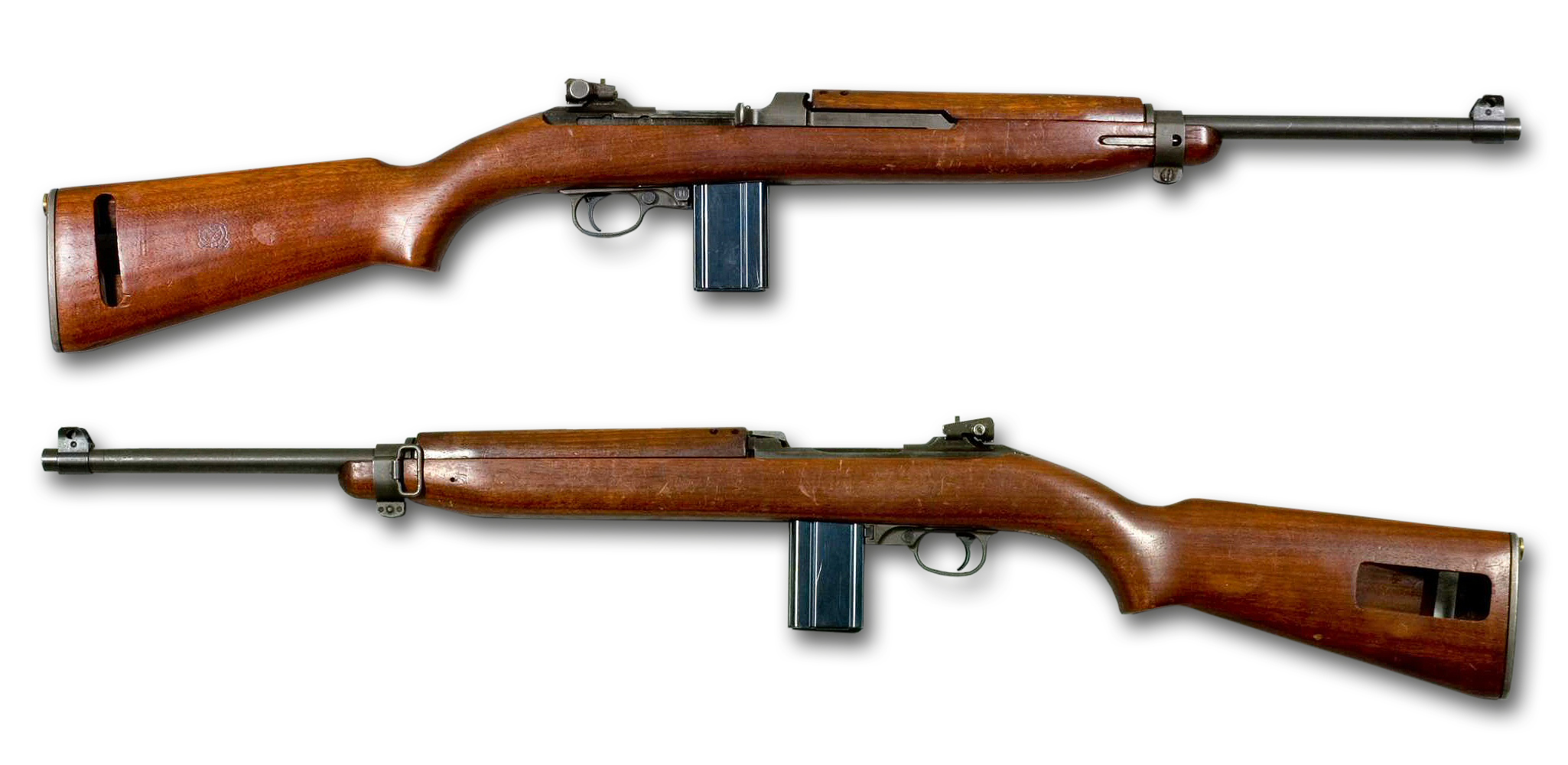
M1カービン

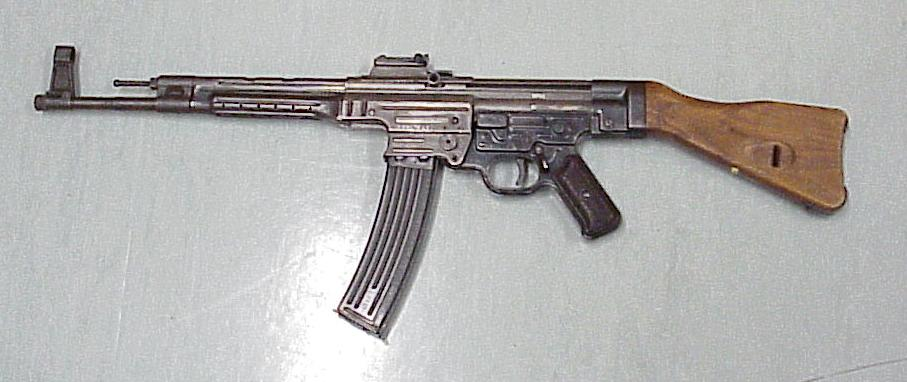
ドイツのSturmgewehr 44（StG44）アサルトライフルの基本概念を確立した

1941年、アメリカにおいて、拳銃や短機関銃と小銃の中間にあたる用途のためにM1カービンなる小型自動小銃が開発された。もともとはセレクティブファイア機能を備えていたが、M1カービンとして制式採用された時点ではオミットされた。後にこの機能を復帰させたものがM2カービンとして採用されている。M1カービンに使用された.30カービン弾は（1,190J）で、.45ACP弾より倍近く強力だったが、小銃弾である.30-06弾にははるかに及ばない弾薬だった（後に.30カービン弾を使用する短機関銃や拳銃が製造されている）が、457mmの銃身から撃ち出される事で、短機関銃よりもはるかに高い初速を出し、精密な射撃も可能であり、軽快な速射性から近接戦闘にも向いていた。現代のアサルトライフルに使用される弾薬と比較すれば.30カービン弾は弱すぎる弾薬だったが、100万丁以上製造されたM1/M2カービンの閉鎖機構は、小口径高速弾を使用するアサルトライフルに多く採用されている。
ナチス・ドイツでは、1940年頃から7.92x33mmクルツ弾と呼ばれる短小弾を用いる新型自動小銃の設計を行っており、1942年からはMkb42として設計が行われ、1943年にMP43として採用、そして1944年に「突撃銃」（Sturmgewehr, シュトゥルムゲヴェーア）という用語を初めて用いたSturmgewehr 44（StG44）に改称されたのである。これによって、現代的なアサルトライフルの基本概念が確立された。
StG44の出現以降、これを鹵獲してアサルトライフルの概念を理解した各国で様々な弾薬が開発され、戦中から戦後を通じてソ連・英国・ベルギー（FN社）・西ドイツといった諸国・企業でアサルトライフルの試作・配備が進んだ。

しかし、冷戦の中でソ連本土を攻撃できる核兵器とその運搬到達手段の開発を重視し歩兵用装備の更新を見送ったアメリカと、インドシナ・アルジェリアへの介入戦争で戦時状態が続いたフランスは、この流れに乗り遅れた。

#### ソ連・イジェフスク造兵廠

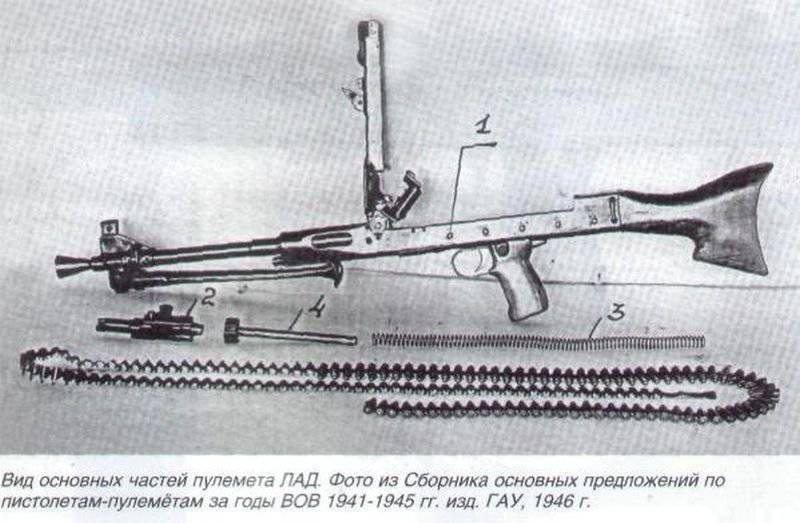
LAD軽機関銃

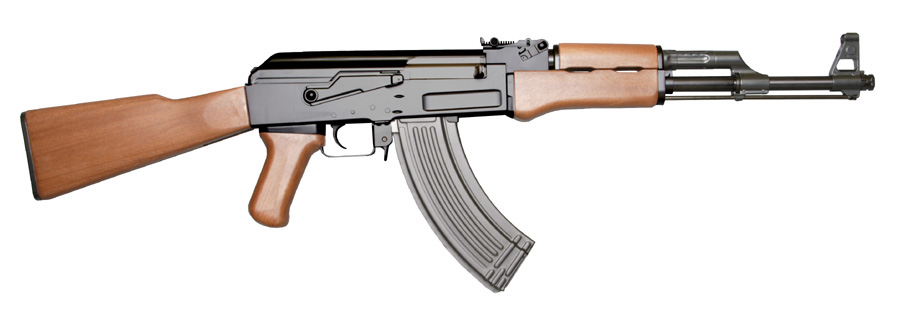
AK47

1942年、ソビエト連邦において、新型自動火器のコンセプトが発表された。この新型火器は小型軽量で、戦場における兵士の積極的な活動を可能とし、短機関銃よりも射程があり、短距離から中距離での戦闘に十分な性能を備えるものとされた。しかし、戦時下において新型弾薬を設計する時間的な余裕はなく、この時点では既存の拳銃弾7.62x25mmトカレフ弾を用いることとされた。この弾薬を使う自動式カービンは戦前から設計が試みられており、1942年には空挺軍からの要望もあって設計が活発化していた。同年、セルゲイ・シモノフ、セルゲイ・アレクサンドロヴィチ・コロビン、パーヴェル・イワノヴィチ・マイン（Павел Иванович Майн）、ヴァシーリー・デグチャレフなどが小火器・迫撃砲試験場（НИПСВО 、NIPSVO）へと設計案を提出した。
試験結果自体はおおむね芳しいものだったが、砲兵総局はこの種の火器の開発に否定的な見解を示した。アレクセイ・スダエフが手掛けた新型短機関銃が、同じ弾薬を使いながらも弾倉容量で劣る半自動カービンより、火力に優れ有望な装備とみなされたためである。これに対し、短機関銃よりも火力に優れるものとして、「拳銃弾を使用する軽機関銃」という新たなコンセプトが提案された。新型軽機関銃は300m程度の距離で射撃を行うものとされ、短機関銃と従来型軽機関銃のギャップを埋める装備と位置づけられた。短機関銃は射撃距離が200mを超えると精度が著しく低下するが、比較的重い銃身や二脚などを備える軽機関銃であれば、同じ弾薬でも長射程が期待できるのである。1943年4月からプロジェクトが始まり、多数の設計案が提出された。この種の軽機関銃として最も成功したのは、LAD軽機関銃であった。既存拳銃弾を用いる軽機関銃計画は、ドイツ製突撃銃の影響を受けた別プロジェクトの開始もあり、1943年10月に中止された。
1942年末、ドイツ製突撃銃MKb.42(H)が鹵獲された。ソ連の銃器設計者らは、突撃銃そのものよりも、銃の特性を実現せしめた7.92x33mm弾に注目した。当局では同等の新型弾（いわゆる中間弾薬）およびこれを用いる一連の火器の設計を急ぐこととなる。1943年8月、砲兵総局は新型弾を用いる汎用火器システム（自動カービン、自動小銃、軽機関銃を兼ねる火器）の設計要件を示した。この時点では使用するべき新型弾薬が未だ存在せず、後に銃と並行して開発されたため、プロジェクトの複雑化を招いた。
- 二脚、銃剣、弾倉、負い紐、その他付属品を取り付けたときの総重量は5kgを超えてはならない。
- 銃剣を除いた全長は900 - 1,000mm。
- 着剣時の全長は1200 - 1,300mm
- 少なくとも30連発の容量を持つ弾倉から給弾を行う。
- 最大射程は1,000mで、50mごとに切替可能な照準器を備えなければならない。
- 射程内での戦闘における単発射撃の精度は、7.62mm仕様M1891/30小銃の戦闘における精度よりも劣っていてはならない。また、連発射撃の精度は、DP軽機関銃に劣っていてはならない。
- 射撃速度は600発/分以下でなければならず、バースト射撃（3 - 5発）を行う場合の実際の射撃速度は80発/分以上、単発射撃を行う場合の実際の射撃速度は35発/分でなければならない。
- 火器の寿命は、少なくとも20,000発の射撃に耐えなければならない。

1943年7月から設計が始まった新型弾薬は、9月に1943年式7.62mm弾（7,62-мм патрон обр .1943 года）、すなわちM43弾として採用された。以後はこの弾薬を用いて新型火器の開発が進められていくこととなる。最も有力な設計案はスダエフが手掛けたスダエフ突撃銃だったが、スダエフの死去により頓挫している。
第二次世界大戦後、ミハイル・カラシニコフ技師によってAK-47の開発が行われた。AK-47が使用する7.62x39mm弾は、既存小銃弾で問題視されていた交戦距離以上の過剰な射程と強い反動を解決するために開発された弾薬である。この結果、弾薬は必要な性能を保持したまま軽く小さくなり、射撃時の反動は減り、弾薬が軽いためより多くの弾薬を持ち運ぶことが可能となった。また銃本体も軽くなることで30発弾倉を装備でき、兵士1人当たりの火力は向上した。切削加工や木材を多用しており先進的な生産技術は用いられなかったが、セミ/フル切り替え可能な初のアサルトライフルであった。ボルトキャリアはピストンとチャージングハンドルが一体化した構造になっており、生産性や頑丈性を優先している。AK47のセレクターは上から安全/連射/単発の順となっている。一見、安全/単発/連射の方が自然なように思われるが、これは戦場でとっさにセレクターを操作した場合を考慮した合理的なものである。急な操作では力加減が難しく、一気に一番下まで操作してしまうことが多いため、一番下が連射だと無駄弾を撃ってしまいがちになる (最悪の場合、恐慌状態に陥った兵士が全弾乱射してしまい、周囲の味方まで危険に晒すことになりうる)。一番下を単発にすることで、弾薬の浪費を防ぎ、無用の危険を避ける効果がある。

#### ベルギー・FN社

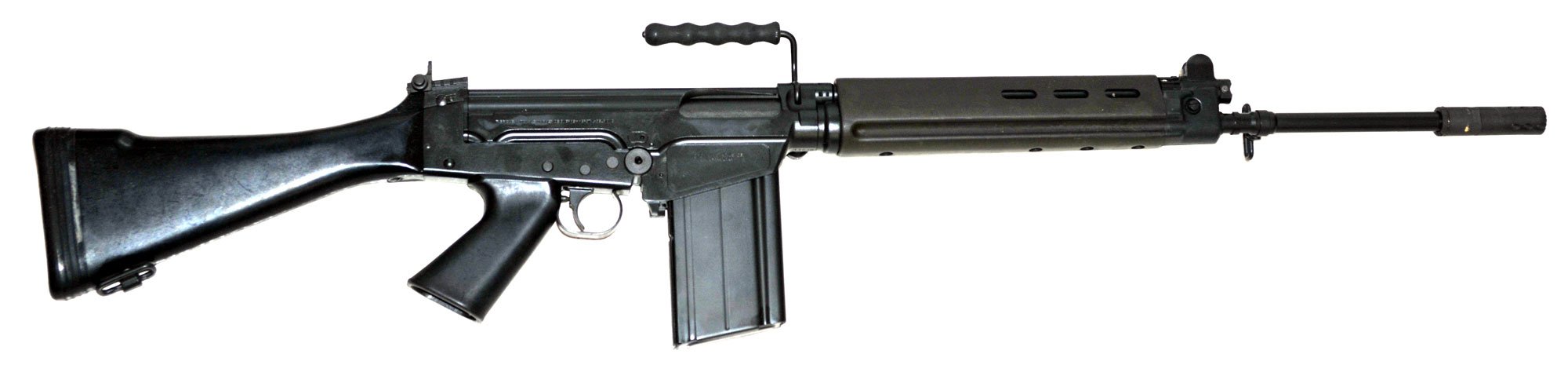
FN FAL

世界各国に銃器を輸出してきたベルギーのFN社は、大戦中にドイツに占領され、ドイツ軍への兵器供給に協力した事から、ドイツの兵器開発思想を吸収しつつ、戦後は英国のEM-2自動小銃や.280ブリティッシュ弾構想に賛同してFN FALを試作した。
.280ブリティッシュ弾構想は7.62x51mm NATO弾の採用によって潰えたが、FN FALは伝統的な切削加工による頑丈なレシーバのおかげで7.62mm NATO弾への対応に難なく成功し、西側において第一世代の突撃銃となった。FN FALは当時としては先進的なプラスチックを採用したライフルだが年代や生産国によっては木材が使用されるなど、技術的にはまだ未熟だった。コッキングレバーがレシーバー左側面に備わっており出っ張っているものの射撃姿勢を保ったままの操作が可能である。
開発国であるベルギーだけでなく、イギリス、カナダ、オーストリア、インド、イスラエル、ブラジル、アルゼンチン、オーストラリア、ニュージーランドなど西側各国での採用が多かった。また、フルオート射撃の制御に有利な直銃床スタイルを採用しているが、ショートストロークピストン式の作動方式では7.62mm NATO弾の強烈な反動を軽減する効果が薄いためフルオート機能を外して運用される事が多かった。

#### 西ドイツ・H&K社

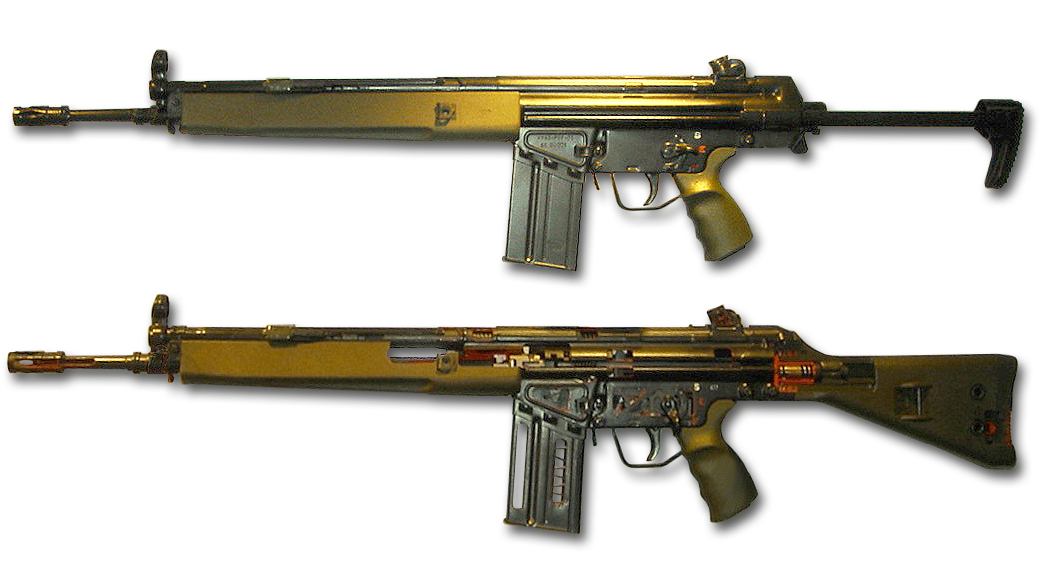
H&K G3

戦後に再軍備を許されたドイツ連邦共和国（西ドイツ）は、当初FN FALをG1として装備したが、ライセンス生産の問題でFN社との交渉が難航したため、戦後にスペインへ移った旧モーゼル社技術陣により開発され、同国で採用されていたセトメ モデルB小銃が新生ドイツ連邦軍の関心を集め、1959年にはH&K社によって改良されたものがG3小銃として採用された。
原型となったセトメ モデルBは、7.92x33mmクルツ弾と同系統の7.92x40mmセトメ弾や7.62x51セトメ減装弾を使用し、ローラー遅延閉鎖機構を持つStG45(M)を母体としていた。
既にドイツ連邦軍でも7.62mm NATO弾が採用されていたため、強力な弾種への変更に伴う再設計を迫られたが、セトメはロッキング・ピース部の傾斜角度を変えるだけで難なく7.62mm NATO弾に対応できた。製造を担当したH&K社には、ナチス・ドイツ時代に省力化のため開発されたプレス加工技術や、冷間鍛造技術によってライフリングや薬室を一度で成型する銃身製造法など、他国に存在しない高度な技術が継承されており、これを応用したG3は低コストで大量生産する事ができた。
先進的な技術で一時代を画したH&K社だったが、ナチス・ドイツ時代の遺産だった各種の生産技術が普通に利用できる技術として一般化した事で、技術的独自性よりも大市場である米国におけるマーケティングを重視する姿勢へと変化しており、外国企業ながら米軍との緊密な関係を築くに至っている。折り畳み式のコッキングレバーがハンドガード左側に備わっておりFALのように出っ張りを気にすることなく射撃を行える。
AKやFALなどのガス圧作動方式とは異なりG3はローラーロッキングによるディレードブローバック方式であり、ガス導入孔等が存在しないため命中精度が高く、構造が単純なため信頼性も高くドイツ以外にノルウェーやスウェーデンなどの気候が厳しい国での採用が多かった。また、反動が弱いためFALのようにフルオート機能を外して運用される事は少なかった。

#### アメリカ・フェアチャイルド社

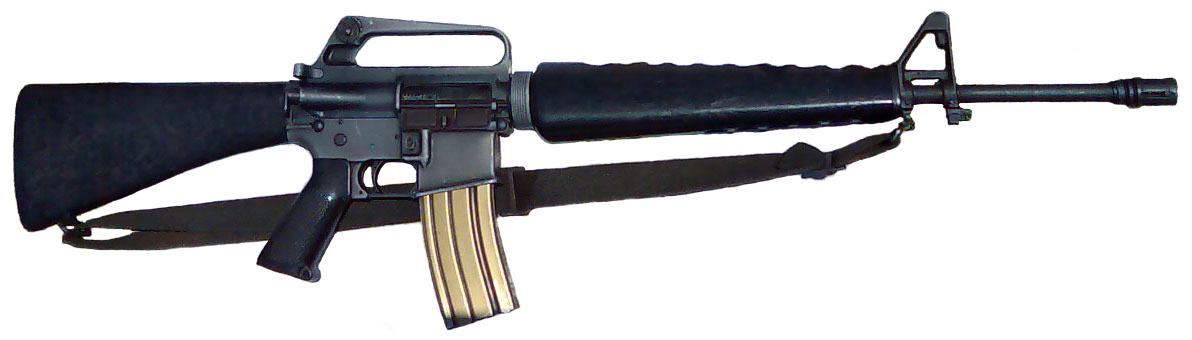
M16

5.45mm×39弾の弾頭構造
A:被覆銅
B:スチールコア
C:空洞
D:鉛のインレー
E:推進薬

アメリカでは、ナチス・ドイツで生まれた「突撃銃」というアイデアはさほど評価されていなかった。戦時中のドイツ軍の兵器開発を分析する際、アメリカでは英米との関係に基づいて解釈されることが多く、ソビエト連邦との関係については見落とされがちだった。そのため、StG44はM1カービンと同様の理由から開発されたものと誤って推測されていた。こうした「歩兵銃とカービン」の関係に基づいた突撃銃の解釈は1950年代を通じて維持されることとなる。第二次世界大戦中、前線で対抗する同種火器の要望が生じると、M3短機関銃を.30カービン弾仕様にしたT29がまず検討されたものの、M1カービンにセレクティブファイア機能を付与したM2カービンがこれに充てられることとなり、T29の開発は中止された。
主力歩兵銃M1ガーランドの改良は第二次世界大戦末期から模索されており、軽量化、セレクティブファイア機能の追加、20連発着脱式弾倉の追加などが試みられていた。最終的に、.30-06弾と同等の威力を備えつつ全長が短縮された新弾薬T65弾、そしてこれを用いる新小銃T44が開発された。威力を重視するアメリカ側の意見に基づき、イギリス製小口径弾.280ブリティッシュ弾を抑えて、T65弾は7.62x51mm NATO弾としてNATO標準弾に選出された。また、T44は1957年にアメリカ軍によってM14小銃として採用された。M14はM1ガーランドだけではなく、アメリカ軍における標準的な歩兵用小火器、すなわちM1/M2カービン、M3/M3A1短機関銃、M1918自動銃の全てを同時に更新する銃器とされていた。歩兵用銃と弾薬を統一することで、調達および補給を単純化し、兵站への負担軽減が期待されていたのである。
M14はM1ガーランドと同様、信頼性が高く、精度に優れ、十分な威力を備えた小銃であった。しかし、ベトナムの戦場においては取り回しの悪さや重量などについて苦情が寄せられたほか、威力も過剰であると指摘された。ベトナム戦争は従来の戦争に比べて交戦距離が短く、平均して10mから30m、最大でも第二次世界大戦や朝鮮戦争において最小範囲と考えられていた100mを超えることはなかった。そのため機関銃や重火器を交えない小銃同士の銃撃戦が多発し、戦死者の70％以上は小銃で殺害されたとも言われている。そうした環境では、M14の長射程での射撃精度や威力を活かせなかった。
1961年、フェアチャイルド社のアーマライト事業部が開発したM16自動小銃をアメリカ軍は制式採用した。M16で使用された.223レミントン弾は7.62x39mm弾に近い性質をもつ弾薬であり利点もおおむね共通する。ソ連は米国の小口径高速弾採用に刺激されAK-74を制式式採用した。AK74で使用された5.45mm×39弾は米国のM193弾よりエネルギー・速度などで劣っているが、従来の7.62mm×39弾と大差ない腔圧のため、銃器に与える負担が少なく、ソ連は従来のAK製造ラインをそのまま転用する事が出来た。また、弾芯には鉛だけでなく鋼も使用しておりボディアーマーへの貫徹力も重視している。形状は空気抵抗を減らすため細長く後部は絞られた形状になっている。7.62mm×39弾と比べても装薬が少なく、エネルギーは半分程度しかないため、殺傷能力が劣ると見られていたが、後のソ連によるアフガン侵攻で使用された際には、先端内部の空洞が着弾時に潰れることで高い殺傷力を発揮する事が判明し、1980年代に5.56mm NATO弾としてNATOで標準化されたM855/SS109の弾頭はこれを参考に完成されている。また、後に中国で開発された5.8×42mm弾も同じ弾頭構造を採用しており、銃口初速930m/s、弾頭重量4.26g、運動エネルギー1,842Jで、中国はこの新しい弾薬について、新NATO弾やロシアの小口径弾よりも高性能で殺傷能力が高いと主張している。
M16はM14で問題とされた木材は使用せず既にH&K G3などで実用化されていたプラスチックを多用し、単純で安価だが、信頼性が高く擲弾による攻撃力が高い、単発式のグレネードランチャーであるM203を銃身下に装着できる。

### 素材・構造の革新期

#### オーストリア・シュタイヤー・マンリヒャー社

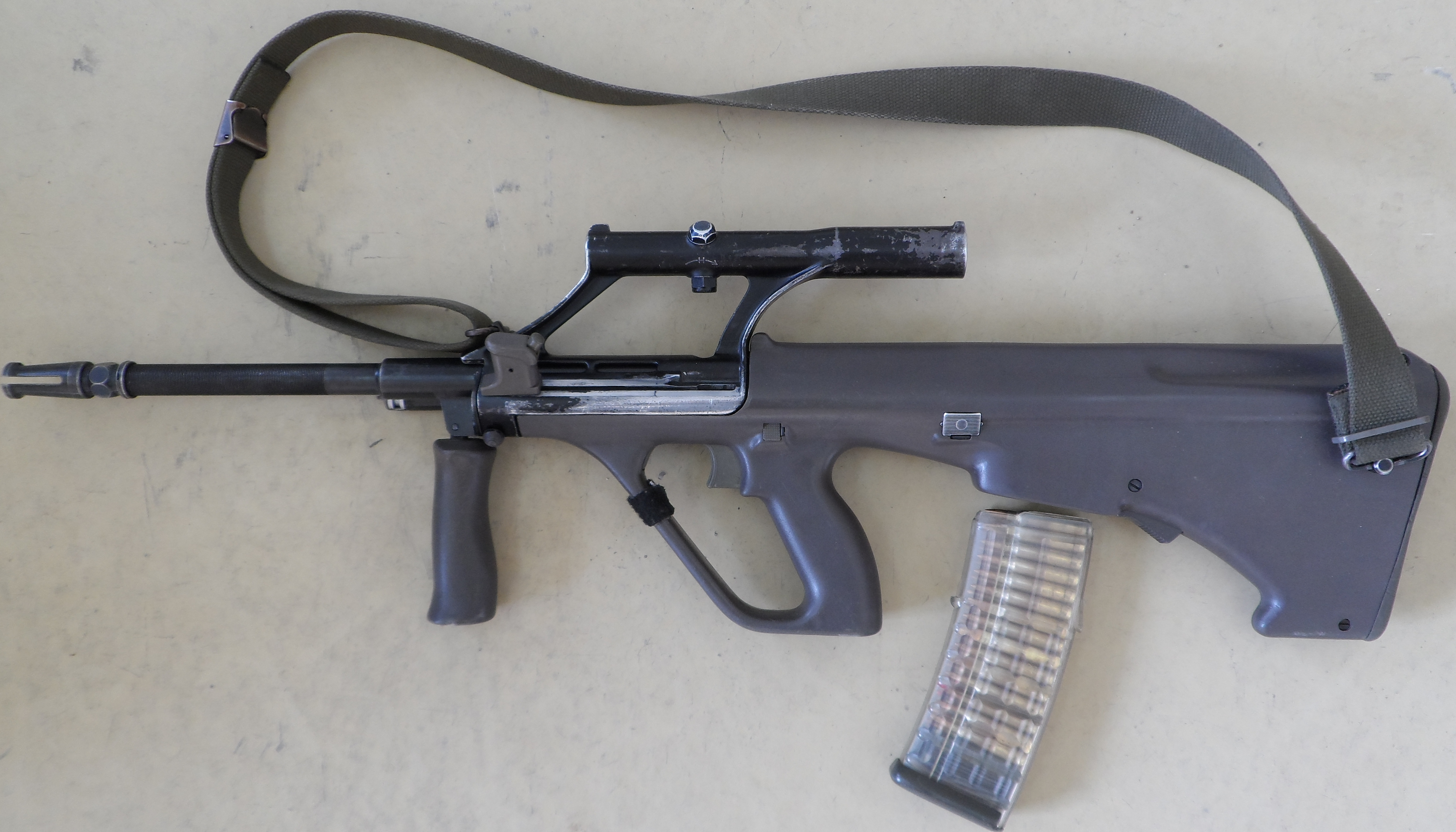
オーストリア陸軍のステアーAUG A1

1970年代にオーストリアで開発されたステアーAUGは、5.56mm NATO弾を採用するライフルとして初期に実用化されたものである。部分的に使用されていたプラスチック素材を全体に使用し、マガジンを半透明なプラスチック素材にし残弾数を確認できるようにするなど画期的なアサルトライフルだった。
ステアーAUGは、伝統的な形式のアサルトライフルのストック部に機関部を納め、薬室をグリップ（銃把）の後ろに位置させることで、銃全体をコンパクトにしながらも、バレル（銃身）を長くできるブルパップ方式をとっている。全長がコンパクトなため取り回しが良く、重心がグリップのすぐ後ろに来るため、市街戦やジャングル戦などの索敵時に取られるポイント&シュート（銃身をやや下に向け、銃床を肩に当てて保持し、敵を発見した瞬間に銃口を視線の先に合わせて銃口を持ち上げ、顎下で銃の動きを止める事で、素早く敵に照準を合わせて射撃を行う）の姿勢を保つのに適しており、兵士の動線を短縮化させる事ができる。
ブルパップ方式は照準線長が短いためアイアンサイトと相性が悪く、ステアーAUGの様にスコープ（ステアーAUGのスコープは1.5倍率でレティクルは小さな丸が描かれているシンプルなもので、それまでの遠距離で精密射撃をするスコープと比べると、これは後に登場するドットサイトの様にあくまで照準を容易にするものである）を標準装備するか、後に登場するレールを備えて照準器の後付けに対応しているものが多い。
ブルパップ式では機関部の排莢口が射手の近くにある。たとえばイギリスのL85では排莢方向とコッキングレバーが右側面に配置され、左肩で保持して射撃すると排莢口から出た熱い空薬莢が射手の顔面や腕に直撃する危険性があるため、右肩射撃専用として、左右持ち替え運用は明確に禁止されている。アサルトライフルの中には左右両側面に排莢口を設け、射手の利き手に合わせて排莢方向を切り替えられる製品がある。しかし排莢方向を切り替えるには銃をいったん分解してボルトの向きを入れ替える必要があるため、90年代以降に普及したリーンを含むCQBのように、行動しながら左右を頻繁にスイッチングするような運用には対応できない。FN F2000は排莢方向を前方としており、分解による入れ替え作業自体を不要とし、左右どちらの肩でも射撃できるよう対処している。
ブルパップ方式は構造上、機関部とトリガーが大きく離れトリガープルが重いため、射撃時にブレやすい。また、伏射姿勢ではマガジン交換がしづらく、ストックは固定式（VHSは伸縮式ストックとなっている）になるため、人員不足による入隊検査基準の緩和や軍隊のジェンダーレス化による女性兵士の増加により兵士個々人の体格差が大きくなっている状況にあっては、操作や取り回しに難渋する兵士が一定数生じうるという問題を生んでいる。
ブルパップ式の少なくない問題点からフランスのHK416によるFAMASの置き換えと中国の191式自動步槍による95式自動歩槍の置き換え等、ブルパップ式アサルトライフルが伝統的な形式のアサルトライフルに置き換えられる事例がある。

#### アメリカ・コルト社

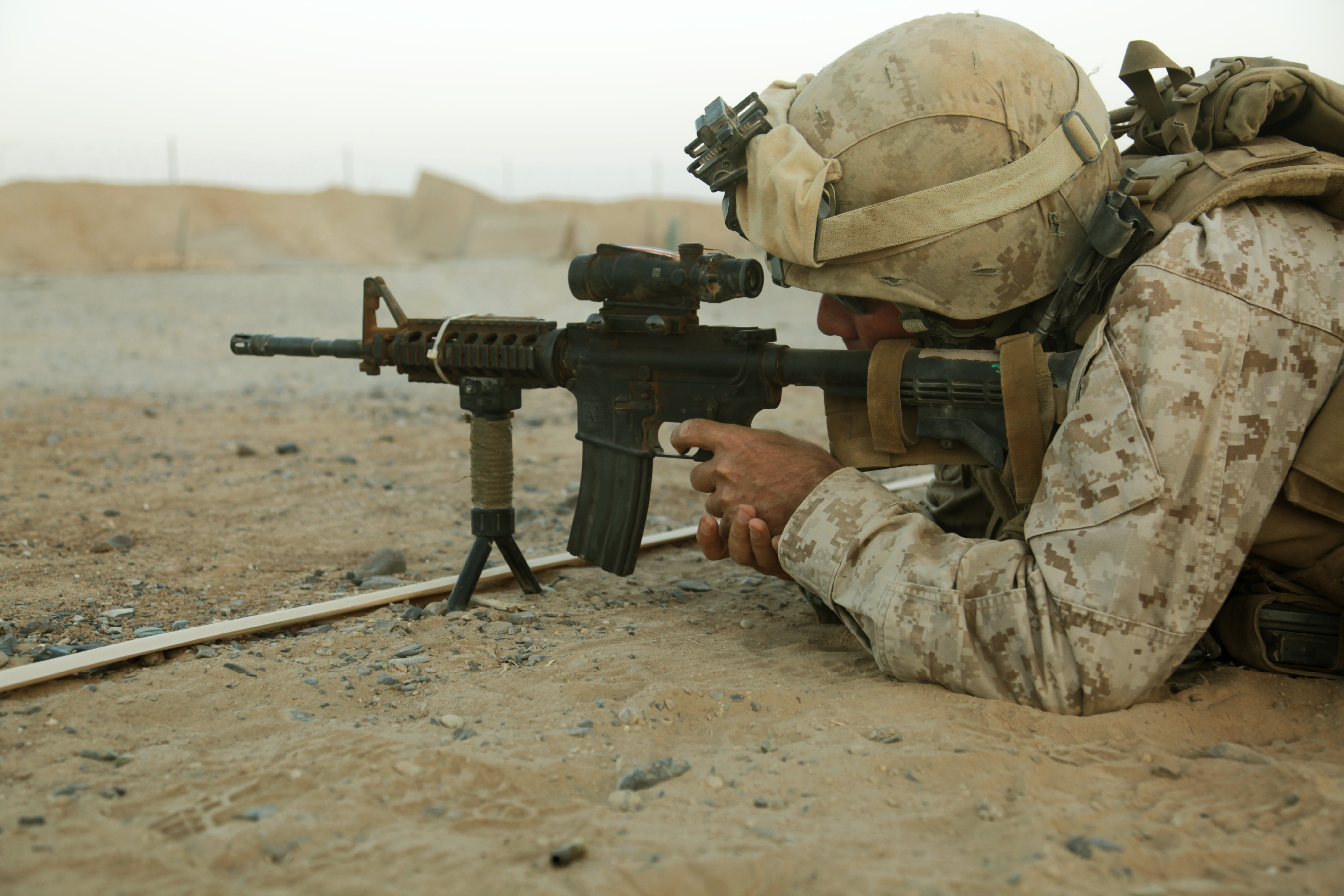
M4カービン

フェアチャイルド社のM16系統の知的財産権はコルト社に売り払われコルト社による生産が行われた。アメリカ軍は1984年より、制式カービンの開発要求を行なっており、M4カービンはM16自動小銃の後継として選定された。M16の全長は999mmでAK47の全長870mmに対し取り回しの面で劣っていたが、M4カービンは850.9mmに短縮された。M16の構造を継承しているため折り畳み式銃床は装備できないが伸縮式銃床を装備している。この欠点はH&K社がM4カービンを発展させたHK416にも継承されている。アッパーレシーバーには照準器の装着を容易にするピカティニー・レールが搭載されピカティニー・レールに対応する照準器の装着が可能となった。ピカティニー・レールは使い勝手の良さから照準器装着用のマウントとしてだけではなくレーザーサイトやフラッシュライトをはじめとする他のアクセサリーを装着するためのマウントとしても注目された。わずか1年後にはハンドガード全体にレールを備えたアルミ合金製のハンドガード（Rail Adapter System）が採用されアメリカ軍のM4カービンに取り入れられた。しかし、レールが金属製の場合はレール自体の重量が負担となり、レールは角ばっているためレイルカバーと呼ばれる保護パーツを装着し更に重量が負担となる。こうした問題点を回避するため後発のライフルではレーザーサイト、フラッシュライト、グレネードランチャーを装着できる最低限のレイルのみ備える場合が多い。M4カービンは引き金を引くと決められた数だけ連射するバースト機能を有しているが、構造が複雑になる割には使い道が少ないためバースト機能はより汎用的なフルオート機能に置き換えられている。

#### ドイツ・H&K社

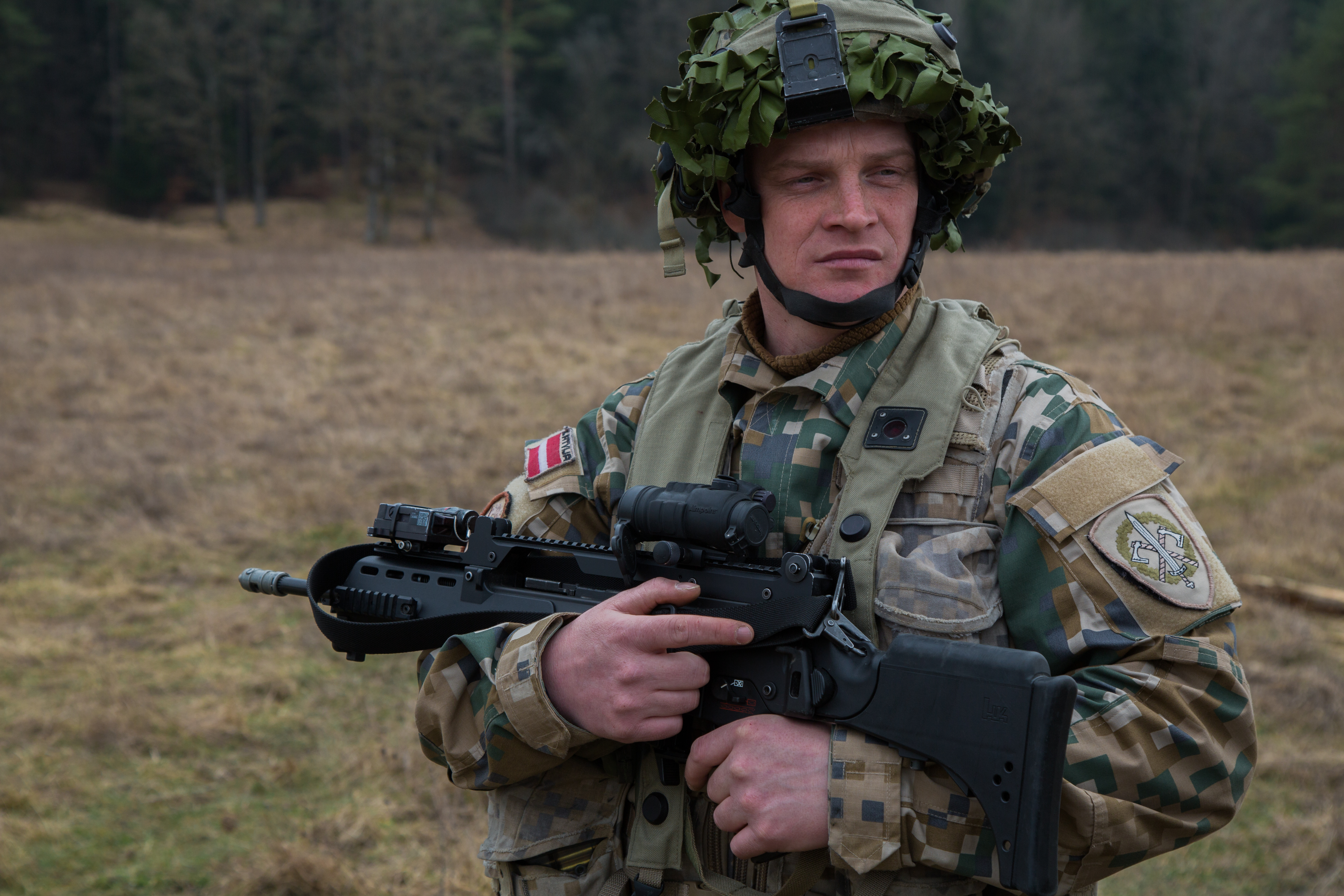
ラトビアのH&K G36

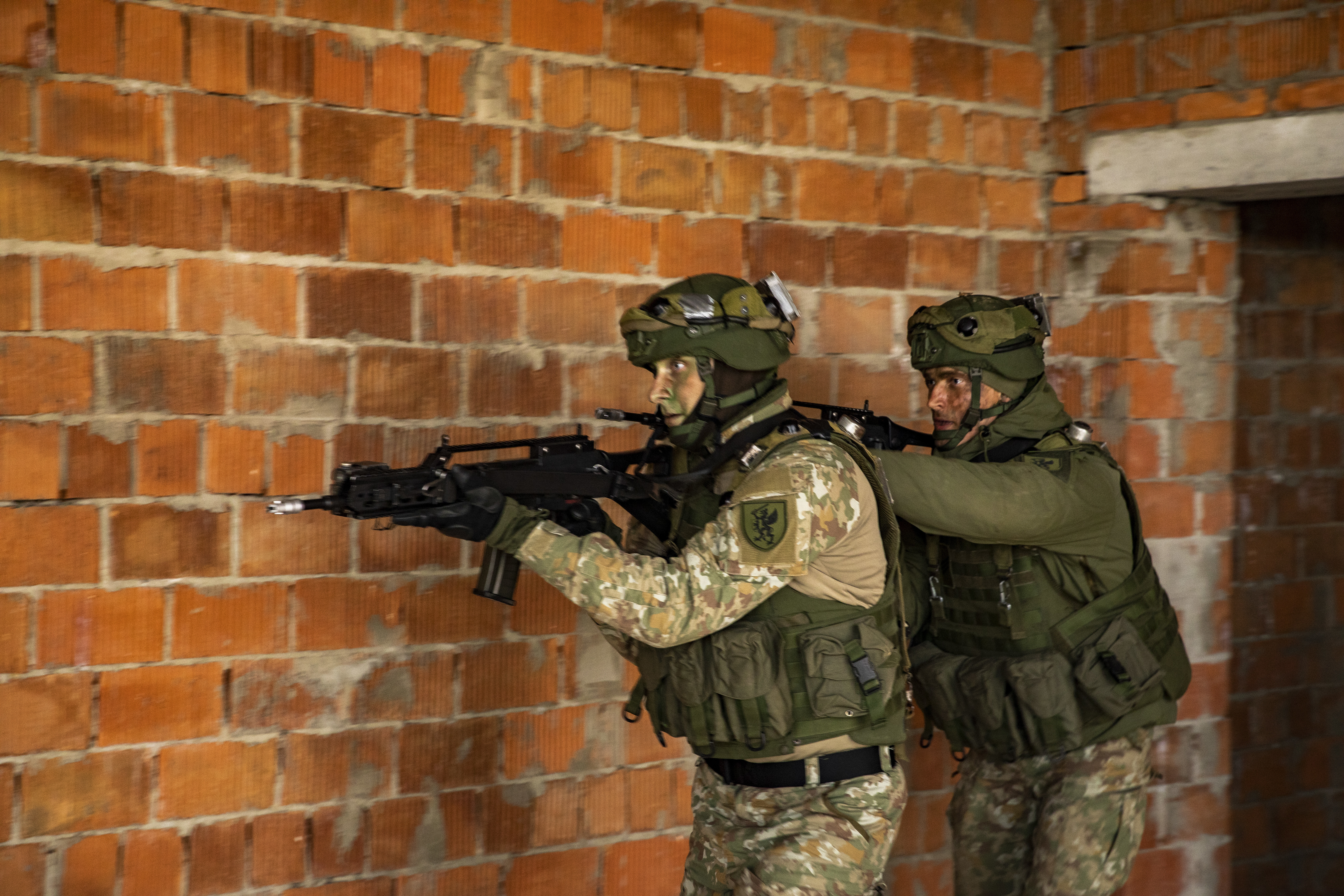
リトアニアのH&K G36

東西統一を果たした後のドイツ連邦軍は、NATO制式弾が7.62mm NATO弾から5.56mm NATO弾に移行したことに合わせH&K G3に代わる新しい小銃の採用を計画していた。
1990年代に、ドイツが開発したH&K G36は強化樹脂の多用、銃身後端以外には支持点のない“フリーフローティングバレル”構造の採用、左右両方からの操作が可能なアンビセレクターの採用、携帯性を向上する折り畳み式ストック等、1990年代には実用化されていた各国の先進的な要素を多く取り入れている。また、G3のローラーロッキングによるディレードブローバック方式とは異なりG36はショートストロークピストン式を採用している。
ラトビアでは2006年から着脱式レールを採用したハンドガードのG36を採用し、同様の着脱式レールはFX-05、VHS、AK-12、191式自動歩槍などで採用されている。リトアニアでは2017年からKeymodとよく似たH&K社独自のHKeyを採用したハンドガードのG36を調達しており、同様の軽量なハンドガードはMSBS、L85A3、Rk 62 M2、R20、20式小銃などで導入が進んでいる。

### 大口径化

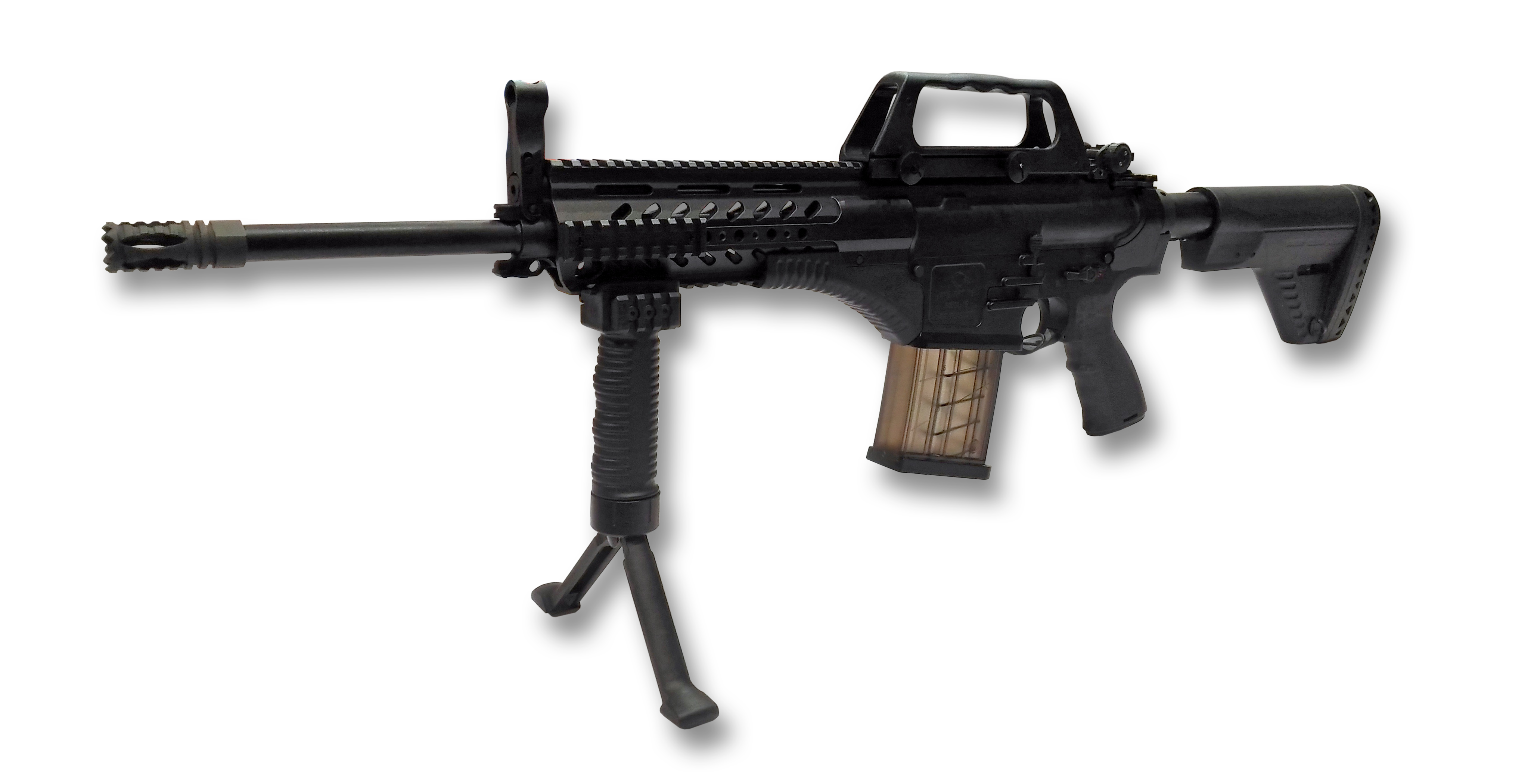
MKEK MPT

歩兵の機械化が進み歩兵同士の交戦距離が短縮し続けた第一次世界大戦以降の戦訓に基づき、歩兵用小銃の射程は短縮の一途を辿り、ベトナム戦争のジャングル戦に適応するために始まった小口径・高速弾化であるが、近距離化していたはずの交戦距離の概念が2001年に勃発したアフガニスタン紛争や2003年に勃発したイラク戦争といった山岳部・砂漠地帯での対テロ戦争（非対称戦争）では、フルサイズである旧式弾薬の有効射程と風の影響を受けづらい突進力に対して、弾頭重量が軽く有効射程の短いアサルトライフルでは反撃しづらかったのである（武装勢力が主に使用した7.62x39mm弾は350mまで殺傷力を保つのに対し、有志連合諸国が使用した5.56mm NATO弾は250mまでしか殺傷力を保てない）。
5.56mm NATO弾の中距離以遠での殺傷力の低さが問題視される傾向があり、民間軍事会社の社員達が7.62mm口径の火器を使用するのを見て、これを真似して鹵獲や闇市場で入手したAKを使用する兵士が出現した。軍隊ではフルサイズ小銃弾が復活し、7.62mm NATO弾を使用する精度と殺傷力の高いバトルライフルが簡易な狙撃銃として使われている。簡易狙撃銃は精密射撃用の狙撃銃と一般の小銃と中間に位置し従来よりマークスマン・ライフルと定義されてきた。アメリカは引退して倉庫に眠っていたM14をマークスマン・ライフルとして再度持ち出し、現在はG28をベースにしたM110A1をマークスマン・ライフルとして運用している。また、自軍および友軍の将兵の犠牲を減らすことが政治的に重要な要素となったこともあって、後に交戦前に敵を遠距離から攻撃・無力化する試みが増えている。アメリカ陸軍ではM4カービンとM249よりも精度射程威力を向上させた6.8mm口径弾を使用するXM5とXM250が採用された。
一方で、弾頭の大口径化は弾薬だけでなく銃自体の重量増加にもつながるため、アジア人など小柄な人種が多い地域の軍隊、栄養状態が悪い兵士が多い発展途上国の軍隊では、威力を重視した大口径の銃弾を使用する銃は運用上不利となる。銃弾が大型化して重量が嵩むようになれば携行弾数は減少する（携行弾数が同じなら、将兵や兵站の負担が増大する）という基本的な問題もあり、大量の5.56mm NATO弾ストックを維持している同盟国との調整など様々な問題をはらんでいる。また、後に光学照準器などの普及により、単に命中していなかっただけである可能性も指摘されている。

## 近年の動向
M4カービンの後継として開発されたFN SCARはショートストロークピストン式を取っているため、命中精度は若干低下するものの、ボルトキャリアが汚れることはなくなり、異なるバレル長でも確実なサプレッサーでの持続射撃が可能になっている。コッキングレバーがレシーバー左側面に備わっておりM4と異なり射撃姿勢を保ったままの操作が可能である。またM4カービンでは不可能だった折り畳み式銃床を装備している。M4カービンの全面更新用たる米軍次期カービン計画（ICC：Individual Carbine Competition）に応募されたが、「M4に全面的に更新しなければならないほどの問題はなく、予算的にも困難が多い」として中止され、前述の特徴を備えたXM5が2022年にアメリカ軍に全面的に採用された。

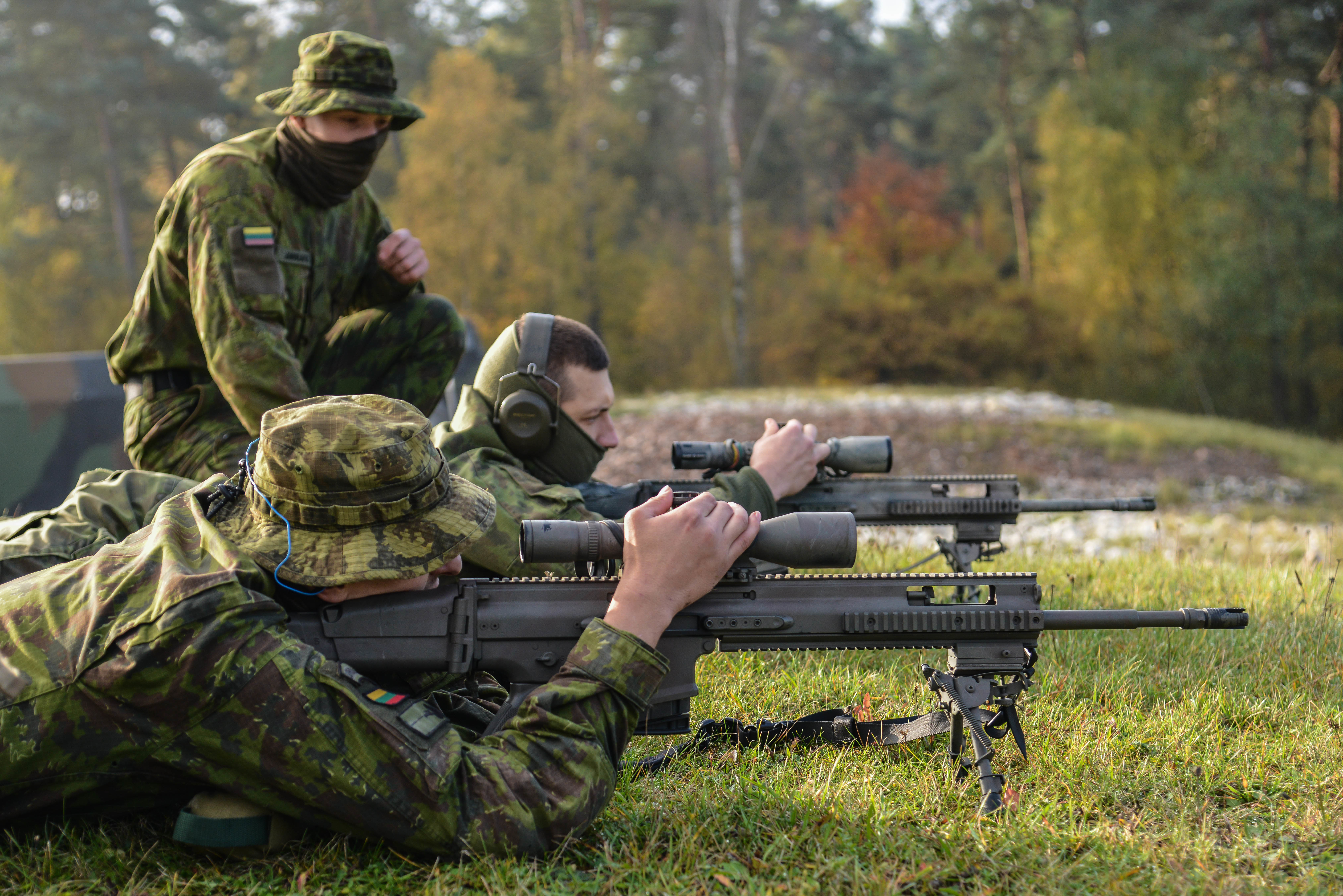
FN SCAR
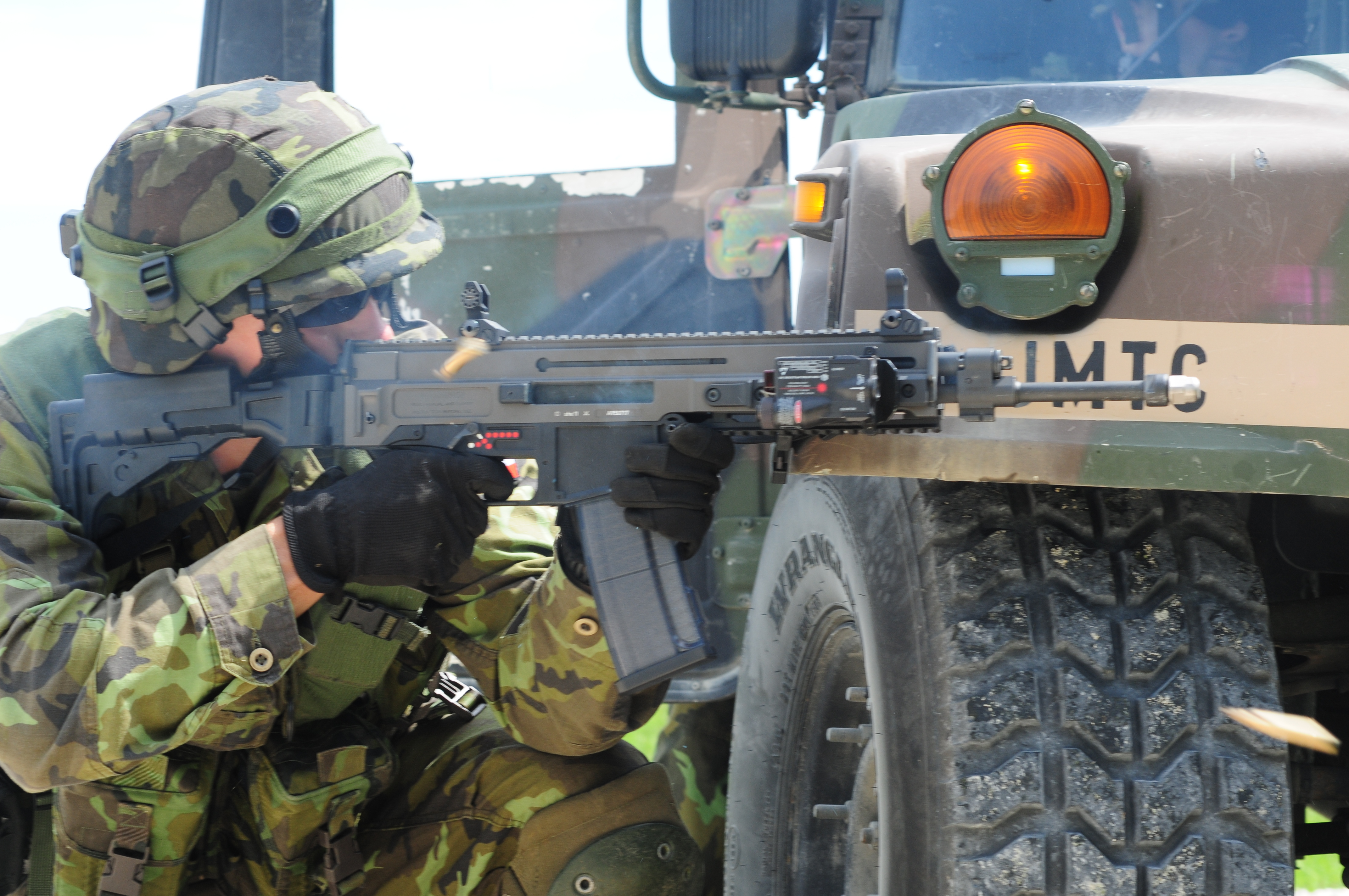
Cz805
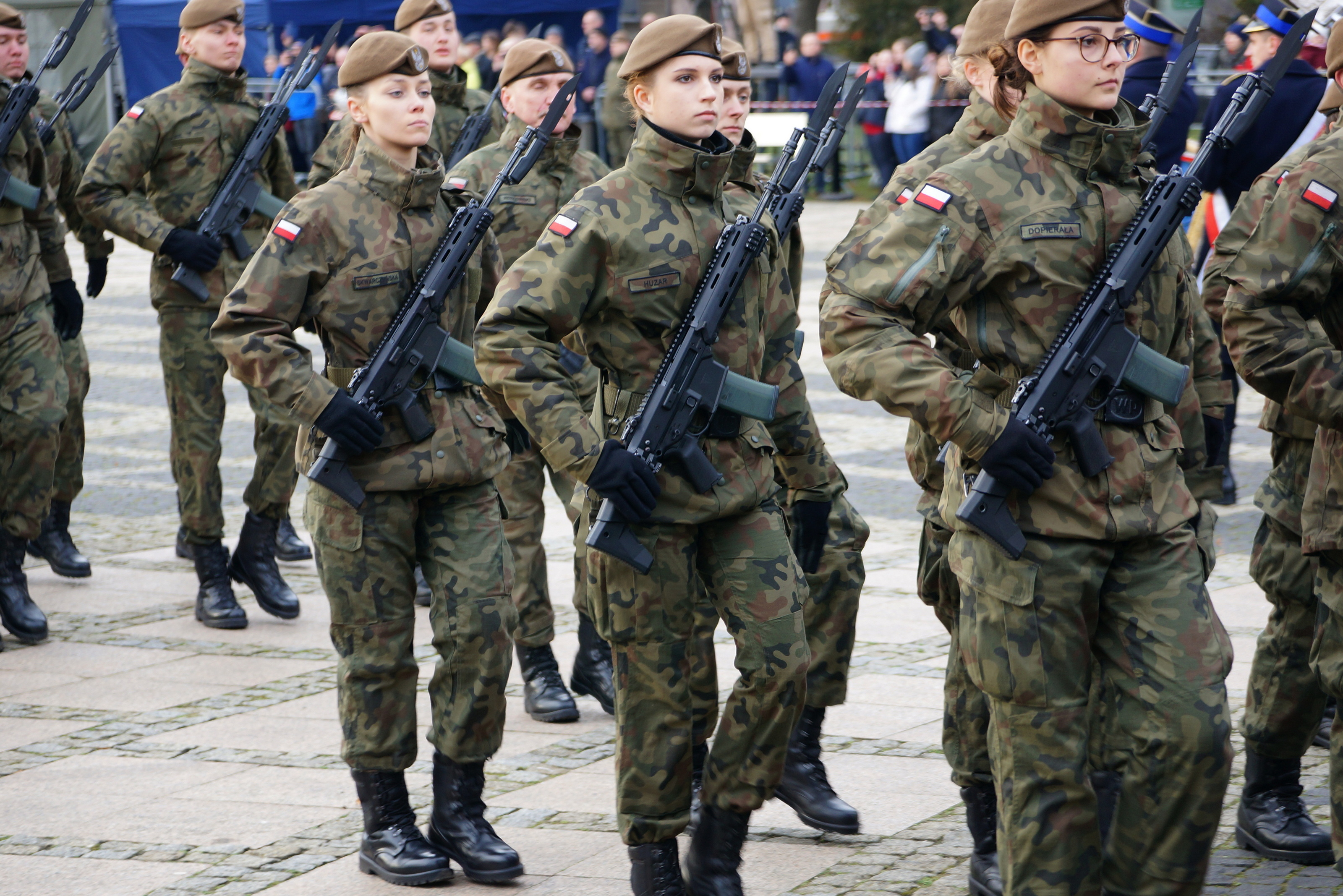
MSBS
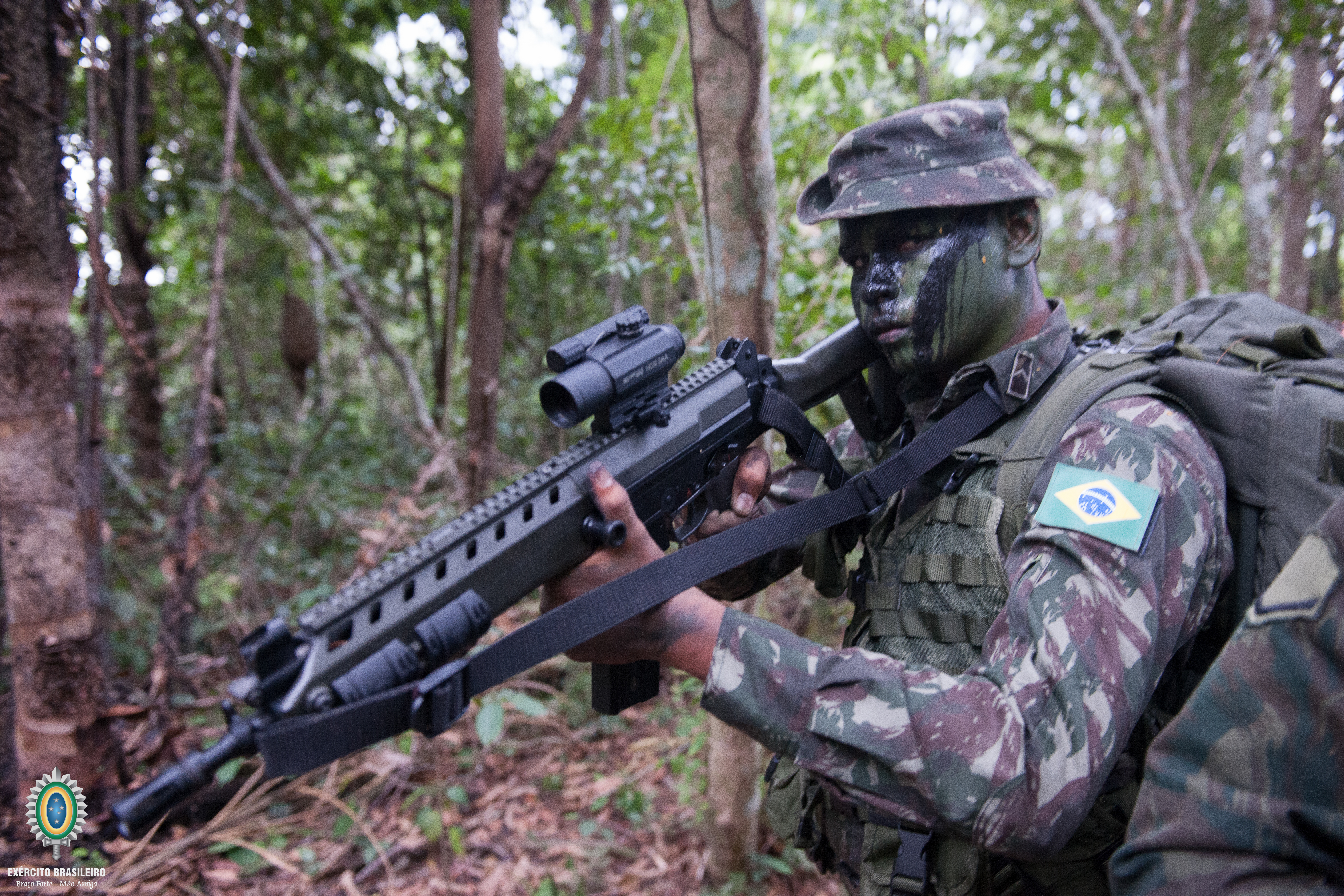
インベルIA2
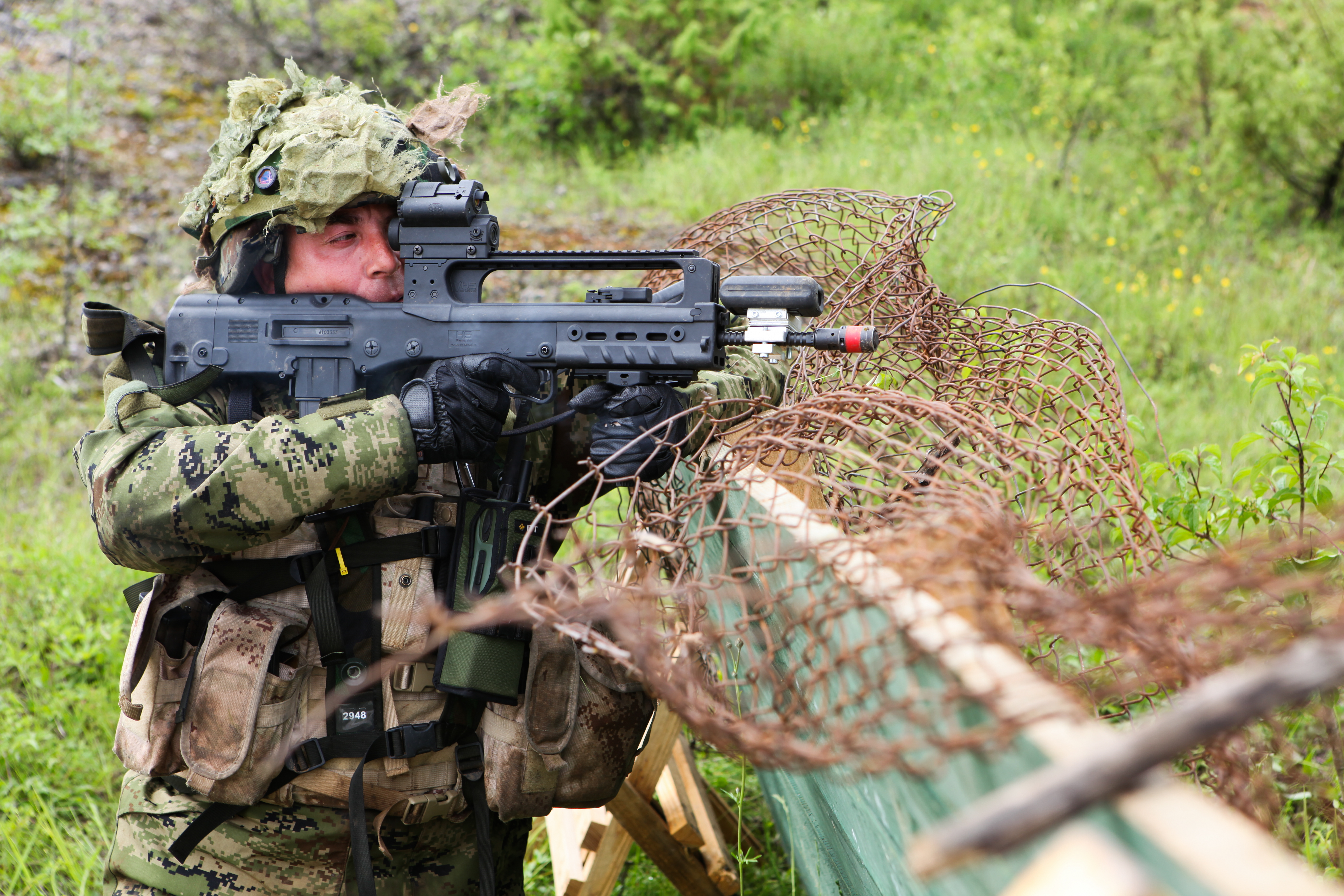
VHS
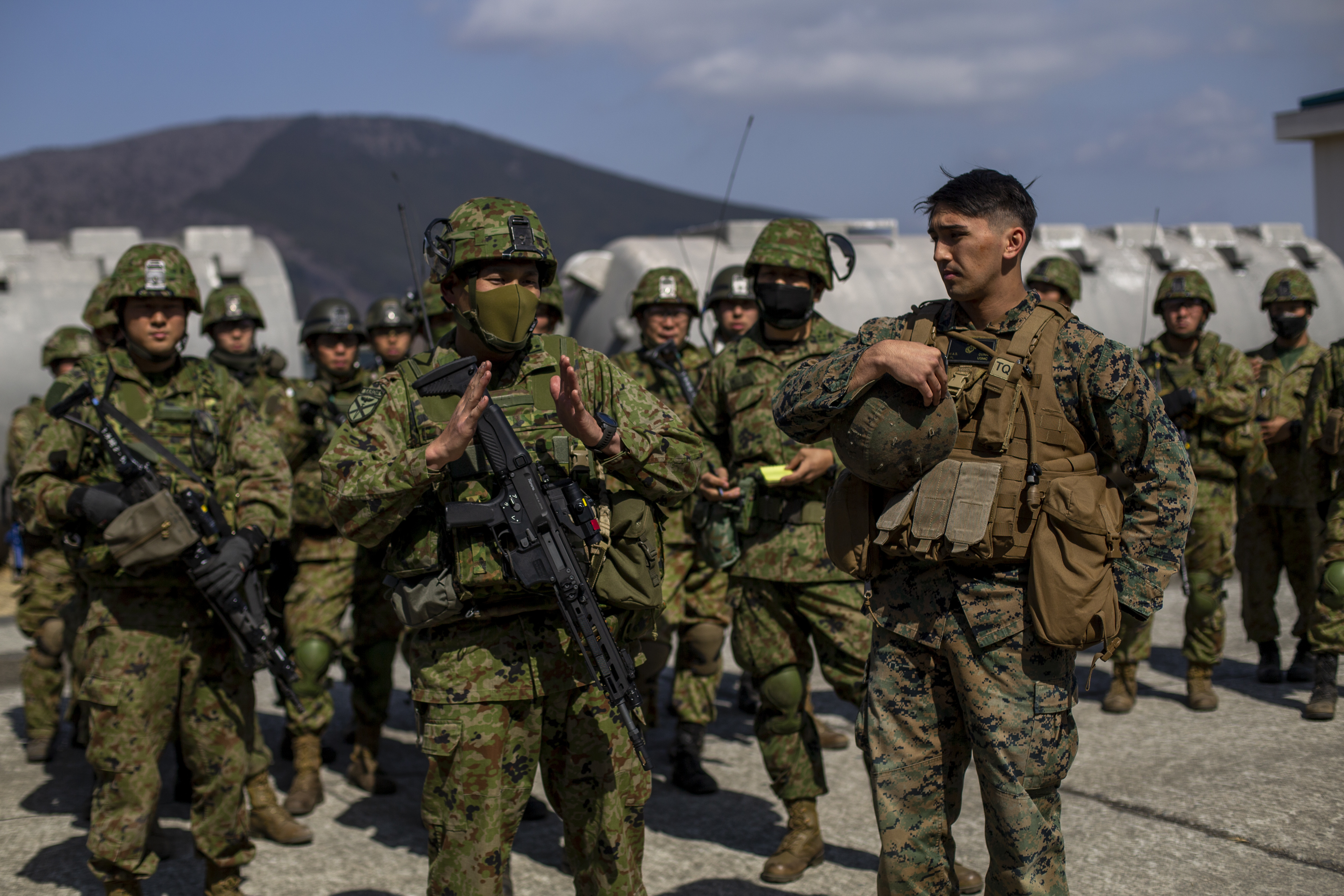
20式小銃

## 主なアサルトライフル
アメリカ合衆国
- M14
- AR-10
- M16
- M4カービン[注 6]
- XM7

 イスラエル
- IMI ガリル

 イタリア
- ベレッタAR70/90
- ベレッタ ARX160[注 6]

 インド
- INSAS小銃

 クロアチア
- APS 95

 スイス
- SIG SG550

 スウェーデン
- Ak 5[注 7]

 ソビエト連邦/ ロシア
- AK-47/AKM
  - AK-74
  - AK-12
  - AS Val（消音型）
  - AN-94
  - AO-63

 韓国
- K2

 中国
- 56式自動歩槍
- 81式自動歩槍
- 03式自動歩槍
- 191型自動歩槍[注 6]

 中華民国（台湾）
- 65式歩槍
- 86式歩槍
- 91式歩槍[注 6]

 チェコスロバキア
- Vz 58[注 8]
- Cz805[注 6]

 ドイツ国/ ドイツ
- MKb42/MP43/StG44
- StG45(M)
- H&K G3
  - H&K HK33/43
  - H&K G41
- H&K G36
  - H&K XM8
- H&K HK416[注 6]

 日本
- 64式小銃
- 89式小銃
- 20式小銃[注 6]

 フィンランド
- Rk 62

 ベルギー
- FN FAL
  - FN CAL
- FN FNC[注 7]
- FN SCAR[注 6]

 ポーランド
- Kbs wz. 1996 ベリル[注 7]

## ブルパップ方式の製品
イギリス
- L85

 イスラエル
- IMI タボールAR21

 ウクライナ
- Malyuk

 オーストリア
- ステアーAUG

 クロアチア
- VHS

 ソビエト連邦/ ロシア
- OTs-14
- KBP A-91

 シンガポール
- SAR21
- BR18

 フランス
- FA-MAS

 中国
- 95式自動歩槍

 ペルー
- FAD